# PC-9800シリーズ
PC-9800シリーズは、日本電気（以下NEC）が1982年（昭和57年）から2003年（平成15年）9月30日の受注終了まで、日本市場向けに販売した独自アーキテクチャのパーソナルコンピュータ（パソコン）の製品群である。同社の代表的な製品であり、98（キューハチ/キュッパチ）、PC-98、NEC98など略称されることもある。

## 概要
NECが1982年（昭和57年）10月に発売した16ビットパソコン「PC-9801」を初代機とするパソコン製品群である。従来NECが発売した8ビットパソコンのPC-8000シリーズとPC-8800シリーズの資産を継承し、高速化のために16ビットマイクロプロセッサを採用した。初代「PC-9801」は、社団法人情報処理学会2008年度（第1回）「情報処理技術遺産」に認定され、2016年（平成28年）9月6日に国立科学博物館の重要科学技術史資料第00221号として、日本で最も普及した16ビットパソコンであることを評価され、登録された。
各社専用にカスタマイズされたマイクロソフトのMicrosoft BASICをベースにした時代の終盤から、MS-DOS時代を経てMicrosoft Windowsの普及期まで約15年間、NECのパソコンの主力商品として製造販売が続けられた。全盛期の1987年（昭和62年）に、日本国内の16ビットパソコン小売店頭販売数で市場の90％を占有する。
PC-9800シリーズは多種多様な機種が展開された。1985年（昭和60年）からワープロやCAD用途を意識して性能を高めたPC-98XAなどの高級機種を発売し、1990年（平成2年）に32ビット外部バス（NESAバス）を搭載するHyper98（PC-H98シリーズ）へ派生した。東芝のJ-3100シリーズやセイコーエプソンのEPSON PCシリーズと小型パソコンの開発を競い、1989年（平成元年）に「ノートパソコン」の名称を広めた98NOTE (PC-9801N) を発売する。1990年代に費用対効果で優れるPC/AT互換機の台頭により、従来路線を踏襲するPC-9800シリーズの本流は製品計画を見直す。1993年（平成5年）に、従来のPC-9801型番の機種は、おもにWindowsの利用を想定した高性能機の98MATE（PC-9821シリーズ）と、おもにMS-DOSの利用を想定して低価格を追求した98FELLOW（PC-9801シリーズ）に一新する。
以後PC-9800シリーズは、ハードウェアに業界標準規格を組み込んでPC/AT互換機と類似点が多くなるが、既存の周辺機器やソフトウェアと互換性を維持するため独自のハードウェア仕様も備えた。1995年（平成7年）にWindows 95が登場してパソコンが一般市場で普及すると、PC-9800シリーズの独自アーキテクチャは利点よりも費用面の不利が拡大する。1997年（平成9年）にNECは、PC/AT互換機をベースとするPC98-NXシリーズを発表して主力を移行し、2003年（平成15年）9月30日にPC-9800シリーズの受注を終了した。

## 歴史

### 16ビットパソコンの開発へ
NECは通信機器メーカーとして創業したが、事業は日本電信電話公社に大きく依存していた。民需や輸出を拡大するため、1950年代にコンピュータや半導体の開発を始め、1976年に日本IBM、富士通、日立製作所に次ぐ、日本で4番目に高いメインフレームの売上高を記録した。
NECは消費者市場での存在感がなく、その子会社として家電製品を展開していた新日本電気も消費者市場で成功しているとは言い難かった。メインフレームやミニコンピュータを開発してきたNECの情報処理グループは、マイクロプロセッサを性能や信頼性が劣っているためコンピュータに適していないと見なしており、興味を示さなかった。しかし、電子デバイス販売事業部マイクロコンピュータ販売部がマイクロプロセッサ評価用キットのTK-80を発売すると、ターゲットに想定していなかった一般のコンピュータマニアや好事家に売れていった。TK-80の開発者、後藤富雄は1977年（昭和52年）にサンフランシスコで開催されたウェストコースト・コンピュータ・フェアでパソコン市場の立ち上がりを目の当たりにした。後藤とその部長、渡邊和也はパソコンを開発することを決意した。電子デバイス販売事業部には電子部品店の小さな販売網しかなかったため、新日本電気が持つ家電ルートを使ってパソコンを販売することにした。
NECの電子デバイス販売事業部は1979年（昭和54年）にPC-8001を発売し、1981年（昭和56年）には日本のパソコン市場の40%のシェアを獲得した。当時のNEC副社長、大内淳義は次のように述べた。
「たしかにパソコンの育ての親として、電子デバイス部門の貢献は否定できぬ事実である。しかし、パソコンがコンピュータであるのならば、日本電気内ではこれまでどおり情報処理部門が扱うべきであるということになろう。またパソコンが家電であるならば、家電を扱う新日本電気の申し出も拒否することはできない。」
1981年（昭和56年）4月、NECはパソコンの開発を新日本電気とNECの情報処理グループ、電子デバイスグループ、の3つのグループに展開することを決定した。新日本電気は8ビットパソコンのPC-6000シリーズを、情報処理グループは16ビットのビジネス向けパソコンを、電子デバイスグループはPC-8000シリーズやPC-8800シリーズなどその他の分野のパソコンを担当することになった。

### N10プロジェクト
情報処理小型システム事業部では、浜田俊三がプロジェクトの指揮を執り、小澤昇が製品計画を担当した。当初、開発チームは新しいパソコンを1973年（昭和48年）のNEAC システム100に由来するオフィスコンピュータの小型版として計画としていた。渡邊和也は、新しいパソコンはMicrosoft BASICを備え、以前のパソコン向けの周辺機器との互換性を維持し、拡張スロットの仕様を公開しなければならないと助言した。1981年9月、浜田は元請けのアスキーの西和彦にN88-BASICを8086プロセッサ用に書き直すよう依頼した。西は米国の開発会社所属のビル・ゲイツと相談したいと返答した。3か月後、マイクロソフトはGW-BASICの開発に忙しいとして、西は浜田の申し入れを断った。西は「マイクロソフトはBASICをより構造化された内部コードで同じ機能を持つものに書き直しており、それは16ビットバージョンのGW-BASICとして発売される。日本語版のGW-BASICを選択した場合、我々はBASICをより早く提供できるだろう。」と述べた。浜田は「以前述べたとおり、旧来のものと互換性があるBASICが欲しい。」と返答した。両者は合意することができなかった。
渡邊が提案する計画の先行きが不透明になったため、浜田はオフィスコンピュータの小型版を開発するか、渡邊の提案通りにパソコンを開発するか、2つの計画で迷っていた。浜田と渡邊はPC-8001やPC-8801のアプリケーションを収集して調査しているうちに、消費者市場はこれらのパソコンと互換性のある16ビット機を望んでいることに気付いた。浜田は異なる市場向けに両方の計画を採用することにした。1982年（昭和57年）4月、オフィスコンピュータの小型版はNEC独自開発の16ビットマイクロプロセッサμCOM-1600を搭載したNEC システム20 モデル15としてリリースされた。この機種は従来のオフィスコンピュータの新モデルとして発表され、特段注目されることはなかった。
1982年（昭和57年）2月、ソフトウェア開発チームはN88-BASICのリバースエンジニアリングとN88-BASIC(86)の設計を開始した。その作業は翌月に完了し、開発チームはPC-9801（コードネームはN10プロジェクト）の開発を開始した。PC-9801のプロトタイプは1982年（昭和57年）7月の終わりに完成した。N88-BASIC(86)のコードは新規に書かれていたが、西はバイトコードがマイクロソフトのものと一致すると指摘した。当時、バイトコードに著作権法を適用できるかどうかは不明確だった。西は浜田に対して、NECはBASICのライセンス料に相当するマイクロソフト製品を購入し、N88-BASIC(86)にはマイクロソフトとNECの双方の名前を著作権表示に入れることを要求した。浜田はこれを受け入れた。
開発チームはサードパーティーの開発者が市場の拡大に非常に重要と考え、発売前から独立系ソフトハウスに50台から100台のプロトタイプと技術情報を無償で提供した。
三菱電機はNECに先行して1982年（昭和57年）1月に16ビットパソコンのMULTI 16を発売したが、その実体は豊富なソフトウェアを自社で揃えてシステムとして売り込むというオフィスコンピュータの性格を残しており、成功しなかった。
1981年（昭和56年）に情報処理グループの端末機事業部も「パーソナルターミナル」としてN5200というパソコンシリーズを発売した。これは8086プロセッサとμPD7220ディスプレイコントローラを搭載しており、アーキテクチャも'PC-9800シリーズと類似していたが、オペレーティングシステムは独自開発のPTOSを採用している。NECはN5200をインテリジェント端末あるいはワークステーションとして発表し、市販パソコンのPC-9800シリーズとはターゲットが異なっていた。この複合端末機市場に対して富士通は1981年にFACOM 9450を発売し、日本IBMは1983年にマルチステーション5550を発売した。

### PC-9801の登場とシェア拡大

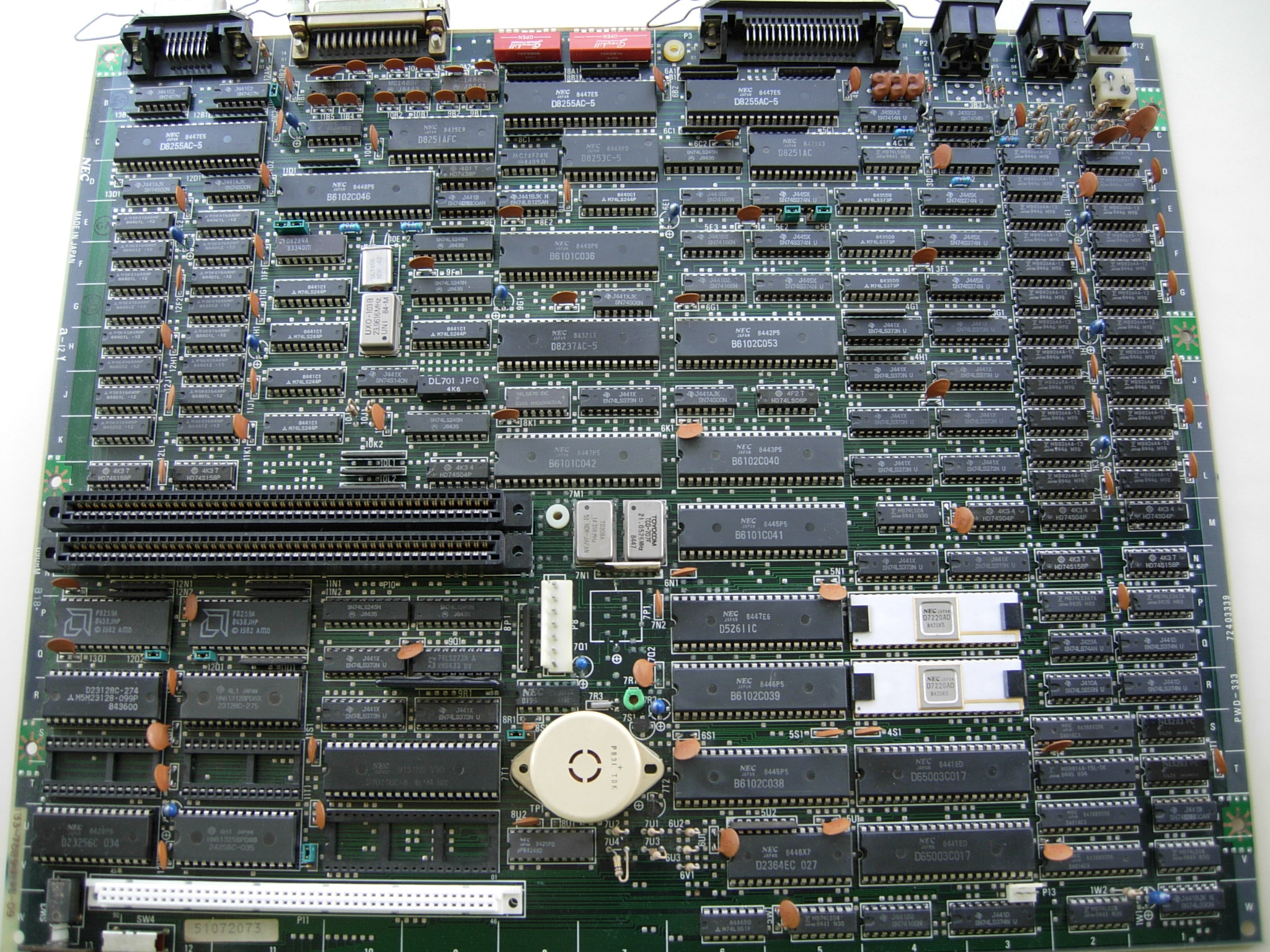
PC-9801Fのマザーボード

1982年（昭和57年）10月、PC-9800シリーズ（以下、PC-98）の初代機『PC-9801』は16ビットCPUのNEC μPD8086（Intel 8086互換）を5MHzで駆動し、128KBのRAM（最大640KBまで拡張可能）を搭載、PC-8000シリーズやPC-8800シリーズとのハードウェア・ソフトウェアの上位互換性と298,000円という低価格を売り物にして発売された。グラフィック画面解像度は640ドット×400ドット8色。また、当時としては先進的なグラフィック描画機能を持つ自社製のGDC（Graphic Display Controller μPD7220）を2個搭載している。ディスプレイなどPC-8800シリーズの周辺装置はPC-9801にそのまま流用でき、N88-BASIC用に開発されたソフトウェアは少しの修正でPC-9801に対応させることができた。これにより、従来のPC-8000シリーズやPC-8800シリーズのビジネスユーザーを取り込むことに成功した。一方、新規ユーザーは高価な8インチFDD（Floppy Disk Drives）を別途購入する必要があり、ディスプレイやプリンターも合わせると、システムセット価格としては100万円近くになった。また、基本構成では数字と英文字、半角片仮名しか表示できなかったため、日本語ワープロソフトなどを使用するには別売の漢字ROMボードPC-9801-01を増設する必要があった。
ビジネス分野を中心に漢字ROMやFDDを標準搭載したPC-9801を要望する声があったことに加え、高品質な漢字フォントで印刷できるプリンターが求められた。当初、PC-9801にはOEMで調達されたPC-8800シリーズ用のプリンターや自社開発のNK-3618が用意されたが、どちらも16ドットフォントに相当するゴシック体で印字するものであった。書類や本での使用頻度が高い明朝体となると、24ドットフォントを印字できる24ピンプリンターが求められた。NECはNK-3618の開発を契機に、プリンターを開発した「端末装置事業部」を「プリンタ事業部」に改め、1983年（昭和58年）5月に24ドットフォントが収録された漢字ROMを搭載する24ピンプリンター『PC-PR201』を発売した。これは当時50万円台であった24ピンプリンターを30万円以下という低価格で発売したことで好評を得た。
1983年（昭和58年）10月発売のPC-9801Fは、CPUに5MHzと8MHzから選択駆動が可能な8086-2を搭載し、2台の5インチ2DD (640KB) FDDとJIS第一水準漢字ROMを標準装備して398,000円 (2ドライブ機) で発売された。この機種は価格性能比が良好で、企業や技術者に好評を博した。5インチ2DDフォーマットは本機から新たにサポートされた。当時、5インチ2HD (1MB) FDDはまだ信頼性が低く、8インチ2D (1MB) FDDは高価だったため、日本語の業務用アプリケーションに必要最小限の容量である5インチ2DD (640KB) が採用される運びとなった。
PC-9801Fと同時に、電子デバイスグループが開発したPC-100も発表された。こちらはワープロや表計算ソフトを同梱（バンドル）し、同年に発売されたApple Lisaのようなコンセプトを持っていた。PC-100はマウスや縦横切り替え利用が可能なディスプレイといった先進的な機能を備えて注目を集めたが、従来機のソフトウェアや周辺機器と互換性がなく、ビットマップ処理によるグラフィックを採用したことで文字の表示速度が遅くなったことが影響して売れなかった。さらに、PC-100のマーケティングは情報処理グループのPC-9800と競合したことでパソコン販売店を混乱させることになった。1983年（昭和58年）12月、大内はパソコン事業を8ビット家庭用パソコンを扱う日本電気ホームエレクトロニクス（1983年（昭和58年）6月に新日本電気から社名変更）と、16ビットパソコンを扱う日本電気の情報処理グループの、2つの部門に統合することを決めた。日本電気の電子デバイスグループはパソコン事業を日本電気ホームエレクトロニクスへ移管することになった。
富士通は1984年（昭和59年）2月に5インチ2HD (1MB) FDDを搭載したFM-11BSを発売し、同年12月には同じく5インチ2HD FDDを搭載したFM-16βを発売した。これに対抗して、NECは1984年（昭和59年）11月に5インチ2HD FDDを搭載したPC-9801Mを発売。このドライブは2DDフロッピーディスクを読むことができず、従来機との互換性が劣っていたため市場では成功しなかった。一方、FM-16βはオペレーティングシステムにMS-DOSではなく既に下火になりつつあったCP/M-86を同梱（バンドル）し、さらにコンピュータ部門ではなく電子デバイス部門が開発・営業を手がけたことが失敗の一因になった。富士通は1985年半ばにこの方針を転換したが、既に手遅れであった。別の意見では、富士通はFM-11にビジネスソフトパッケージを同梱（バンドル）したことで、ユーザーがサードパーティーのソフトウェアを購入することを思いとどまらせ、富士通は自身の市場を拡大することに失敗したと考えられた。

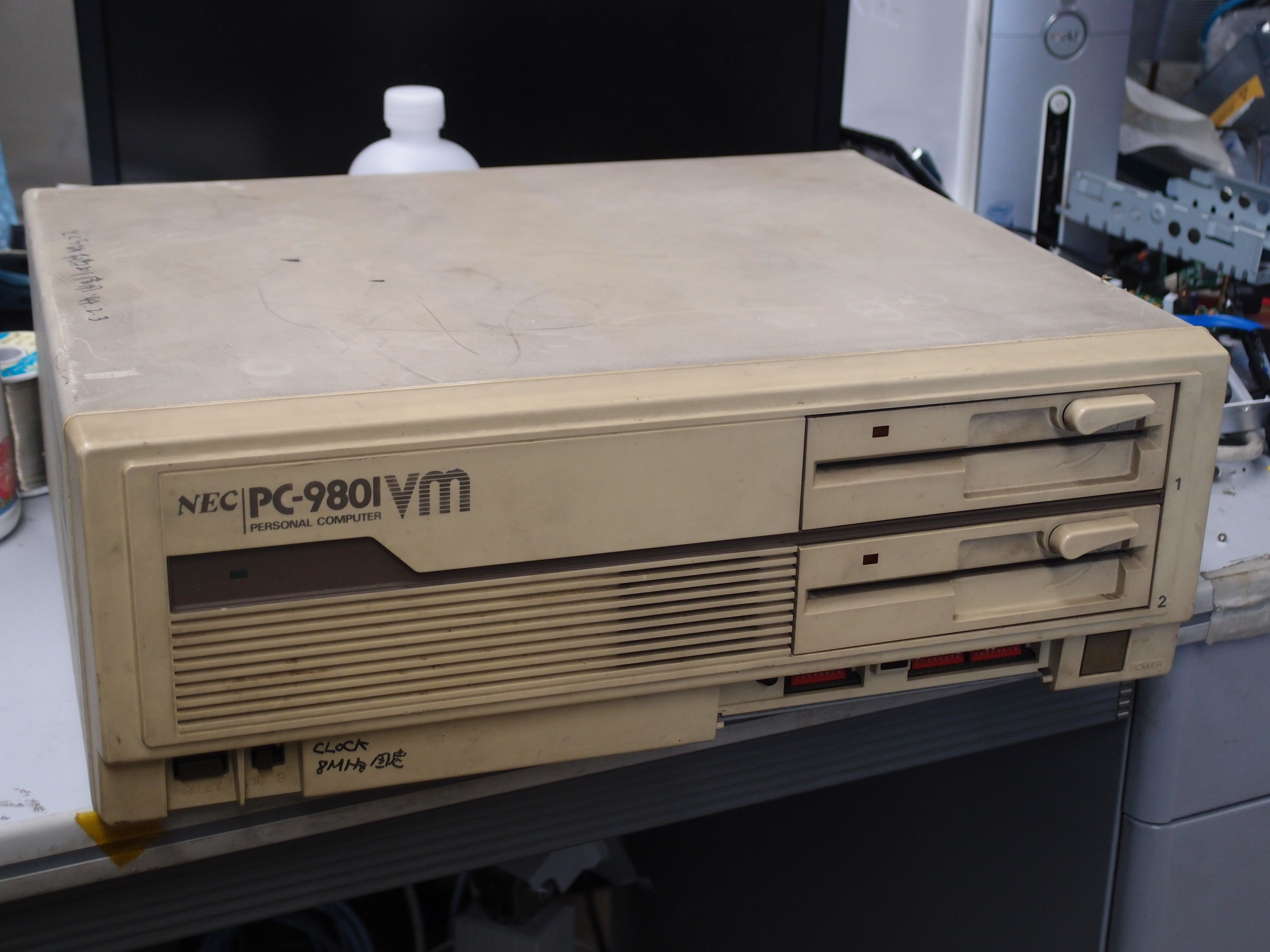
PC-9801VM （1985年）

1985年（昭和60年）5月に発売されたPC-98XAは、高級ワープロやCAD用途への需要に応えるべく、高解像度のテキスト・グラフィック画面と高速な80286プロセッサを搭載していた。また、同時に発売されたPC-9801U2は3.5インチFDDを搭載した最初の省スペースモデルとなった。しかし、両者とも従来のソフトウェアと互換性が乏しかったため不評であった。それぞれの後継機、PC-98XLおよびPC-9801UV2は、本流のPC-9801シリーズと高い互換性を保っていたため市場に受け入れられ、需要の幅を拡大することに成功した。
1985年（昭和60年）7月に発売されたPC-9801VMはCPUに8086上位互換の高速なV30を採用し、グラフィックはオプションで4096色中16色表示に対応した。またPC-98XAに続いて2HD/2DDの両タイプのフロッピーディスクに対応した。このモデルは1年間で21万台を販売するベストセラーとなり、以後のPC-98の基本仕様となった。
1983年（昭和58年）から1987年（昭和62年）にかけて、NECはソフトハウスに対してMS-DOS 2.11のサブセットをソフトウェアへ同梱（バンドル）することを無償で認めていた。アスキーやマイクロソフトはMS-DOSの普及を促すためにこれを認めていた。ユーザーの立場では、MS-DOS対応ソフトとは別にMS-DOSを購入する手間が省けるという利点があった。浜田はNECがアスキーにこれに相当するMS-DOSのライセンス使用料を支払ったかどうか明らかにしていないが、この戦略がソフトハウスの囲い込みに功を奏した。当初のPC-98は「PC-8800シリーズ上位互換の高速なBASICマシン」で、PC-98の能力を十分に引き出したソフトは少なかったが、早期からサードパーティーに対してソフトウェアの開発を促進したことで、1984年（昭和59年）3月時点で約700本のソフトウェアパッケージがPC-98に対応した。1987年（昭和62年）3月、NECはPC-9800シリーズの出荷台数が100万台を超え、約5,000本のソフトウェアパッケージが対応していると発表した。当時の東京リサーチ調べによると、16ビットパソコンの店頭販売数におけるPC-98のシェアは90%を超えた。NECが日本のパソコン市場を独占できた理由について、1985年（昭和60年）に孫正義は次のように分析した。
「パソコンでのシェア格差はますます広がっている。スタートはNECだけが先行したわけではないのに、なぜこんなに格差がついてしまったのか。早くからハードやOSを積極的に公開し、ソフトや周辺機器を自由につくらせたことが成功したといえる。ライバルメーカーも同じマイクロソフトのベーシックを使いながら公開しなかった。この姿勢の差が今日のシェアの差になって表れている。」
また、NECは既存製品との互換性と資産の継承に注意を払っていた。PC-9801VMはCPUクロック周波数を8MHzと10MHzで選択できるほか、V30の命令サイクルが8086と異なることから、オプションで8086を搭載した拡張カードも提供していた。V30はインテルのx86系CPUには実装されていない独自の命令が存在した。NECはソフトウェア開発者に対してそのような命令を使用しないよう説明していたが、一部のソフトウェアは使用していた。それらのソフトウェアが動かなくなることを懸念し、1986年（昭和61年）発売のPC-9801VXは80286とV30が電源投入時の設定により排他的に動作するよう設計された。1988年（昭和63年）発売のPC-9801RAは80386とV30を搭載して同様に対応していた。1990年（平成2年）発売のPC-9801DXよりV30は省略された。
NECはテレビCMや新聞での広告、見本市での宣伝などに多大な費用をかけた。NEC全体の広告宣伝費は1970年代中期まで10億円台で推移していたが、その後は増加し続け、1985年（昭和60年）には250億円を上回った。

### 小型機や互換機との開発競争

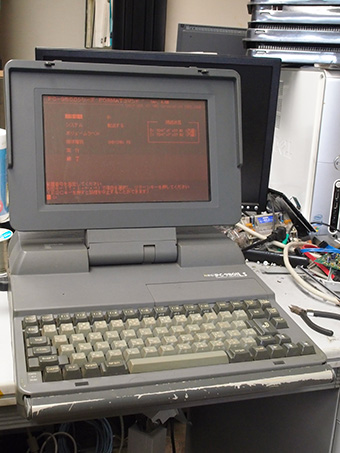
PC-9801LS (1988年（昭和63年）)

東芝は1983年（昭和58年）からラップトップパソコンの開発に取り組んでいた。1985年（昭和58年）にヨーロッパで発売されたT1100やその後継機は成功を収め、1986年（昭和59年）春から欧米諸国で発売されたT3100はバイト誌から「キング・オブ・ラップトップ」と賞賛された。1986年（昭和59年）10月にはT3100を日本市場向けに改良したJ-3100を発売し、特に狭いオフィスが多い日本では企業を中心に好評を得た。T3100が発売されるまで、NECはラップトップ型パソコンを時期尚早と見るなど開発に本腰を入れていなかった。このため、NECはT3100の開発を察知して慌ててラップトップ型パソコンのPC-98LTを開発した。PC-98LTはJ-3100と同月に発売されたものの、従来機との互換性が乏しく、既存のPC-98用ソフトが動作しなかったため、十分な成功を収めるには至らなかった。小型化を実現するにはGDCなどの周辺チップを集約したチップセットを開発する必要があったが、3年前からラップトップパソコンの開発に本格的に取り組んでいた東芝にはすぐに追随することができなかった。
1987年（昭和62年）3月、セイコーエプソンは最初のPC-98互換パソコン（以下、98互換機）となるPC-286シリーズを発表した。NECはこの98互換機を調査し、使用されているBIOSがNECの著作権を侵害しているとして訴訟を起こした。1987年（昭和62年）4月、セイコーエプソンはPC-286 Model 1から4までの4機種の発売を中止し、別の開発チームによりクリーンルーム設計で開発されたBIOSを採用するPC-286 Model 0を発売した。このモデルはROM BASIC（本体ROMに収録されたN88-BASIC(86)）が内蔵されておらず、NECはこれを「PC-98との互換性に乏しい」と結論付けた。当時はROM BASICの需要が依然多く、1990年（平成2年）時点でもNECが発行していたソフトカタログのうち約40%がROM BASICに依存していた。同年11月、セイコーエプソンは裁判の継続が市場に悪いイメージを抱かれると考え、NECに和解金（金額は非公表）を支払い、告訴の対象になった4機種は今後も発売しないという内容で和解した。著作権侵害の有無については決着が付かないままとなった。
PC-286 Model 0はCPUに10MHz駆動の80286を使用し、同じCPUを8MHzで駆動していたNECの主力機PC-9801VXよりも25%速かった。1987年（昭和62年）6月、NECはCPUクロック周波数を10MHzに引き上げたPC-9801VX01/21/41をリリースした。NECは自社のオペレーティングシステム（ディスクバージョンのN88-BASIC(86)やMS-DOS）に、NEC製以外のマシンで起動しないようにするBIOS署名チェックを追加した。これは通称「EPSONチェック」とも呼ばれた。1987年（昭和62年）9月、セイコーエプソンはPC-286VとPC-286U、および、BASICインタープリタを追加するための『BASICサポートROM』をリリースした。また、EPSONチェックを解除するためのパッチプログラム『ソフトウェア・インストレーション・プログラム (SIP)』をバンドルした。新機種はリーズナブルな価格と互換性の良さが評価され、好評を博した。セイコーエプソンの98互換機は1988年（昭和63年）に20万台の売上を記録し、日本のパソコン市場に新たな勢力が誕生することになった。
1987年（昭和62年）11月、セイコーエプソンはNECに先行してPC-98と完全な互換性を持つラップトップパソコンPC-286Lを発表した。ラップトップ型の需要はもはや無視できる規模ではなく、PC-98最大手のディーラーである大塚商会もPC-286Lで初めて98互換機を販売リストに加えた。1988年（昭和63年）3月、NECはデスクトップ型PC-9801との完全互換を実現したラップトップ型パソコンPC-9801LV21を発売した。完全互換性と小型化の両立には新規に開発された3種類のチップセットが重要な役割を果たし、これらはPC-9801RAなどの主力デスクトップ機にも使用された。しかし、青液晶を採用したPC-9801LV21は視認性が悪く、バックライト付き白黒液晶を採用したPC-286Lに技術面でも後塵を拝することになった。視認性の問題はJ-3100同様の橙色プラズマディスプレイを採用したPC-9801LS（1988年（昭和63年）11月）と、バックライト付き白黒液晶を搭載したPC-9801LV22（1989年（平成元年）1月）で解決された。
1989年（平成元年）7月、東芝は軽量でバッテリー駆動可能な真のラップトップパソコンJ-3100SSに「みんなこれを、目指してきた」「ブックコンピュータ」というキャッチコピーと「DynaBook」というブランドを添え、宣伝に鈴木亜久里を起用して発売し、これは1年間で17万台を販売する大ヒットとなった。この登場に危機感を覚えたNECは、同年11月、同様のコンセプトを持つPC-9801Nに「ノートパソコン」というキャッチコピーと「98NOTE」というブランドを付け、宣伝に大江千里を起用して発売した。DynaBookの出だしは順調だったが、1990年には98NOTEの累計販売数がDynaBookを上回った。
1987年（昭和62年）、対抗規格としてマイクロソフトと日本の家電メーカーを中心に構成された標準化団体がAX（Architecture eXtended）を提唱した。AXは特殊なビデオチップセット（Japanese Enhanced Graphics Adapter (JEGA) ) と日本語キーボード、それに対応するソフトウェアの組み合わせによって、PC/AT互換機で日本語を表示できるようにした。しかし、価格が割高かつ対応するソフトウェアが少なかったことから、日本のパソコン市場に存在感を示すことはできなかった。

### 日本のパソコンゲーム文化への影響

1993年までのビット別PC本体の日本国内出荷台数

1980年代初頭、16ビットパソコンは高価でもっぱらビジネス用途として開発・販売されたため、家庭ユーザーは16ビット機よりも8ビット機を選択した。1980年代半ばまでに、日本の家庭用コンピュータ市場はNECのPC-88、富士通のFM-7、シャープのX1、マイクロソフトとアスキーのMSX陣営が占めていた。この時代、PC-98で最も人気のあるゲームジャンルは、比較的速いクロック速度と広いメモリ空間を有効に利用していたシミュレーションゲームであった。『大戦略』と『三國志』は特に人気があり、PC-98をパソコンゲームのプラットフォームとして確立した。
日本のパソコンゲームのプラットフォームは、1980年代の終わりから1990年代にかけてゆっくりと、PC-88からPC-98へ移行した。1990年代には、『ブランディッシュ』や『ダンジョンマスター』などのように、多くのコンピュータRPGがPC-98用に開発されたか他のプラットフォームから移植された。ディスプレイ解像度とディスク容量が大きいほどグラフィックの表現は向上する余地があるものの、PC-98でのアニメーションの表示は時間がかかるため、困難であった。この制約の結果、1980年代のテキストを主流とするアドベンチャーゲームの復活としてアダルトゲームやビジュアルノベルが登場し、『同級生』や『この世の果てで恋を唄う少女YU-NO』などが人気を博した。PC-98が衰退した後、多くの日本のパソコンゲーム開発者は、パソコン販売店で流通していたアダルトゲームを除いてプラットフォームを家庭用ゲーム機に移した。

### DOS/V勢力との競争とWindows時代

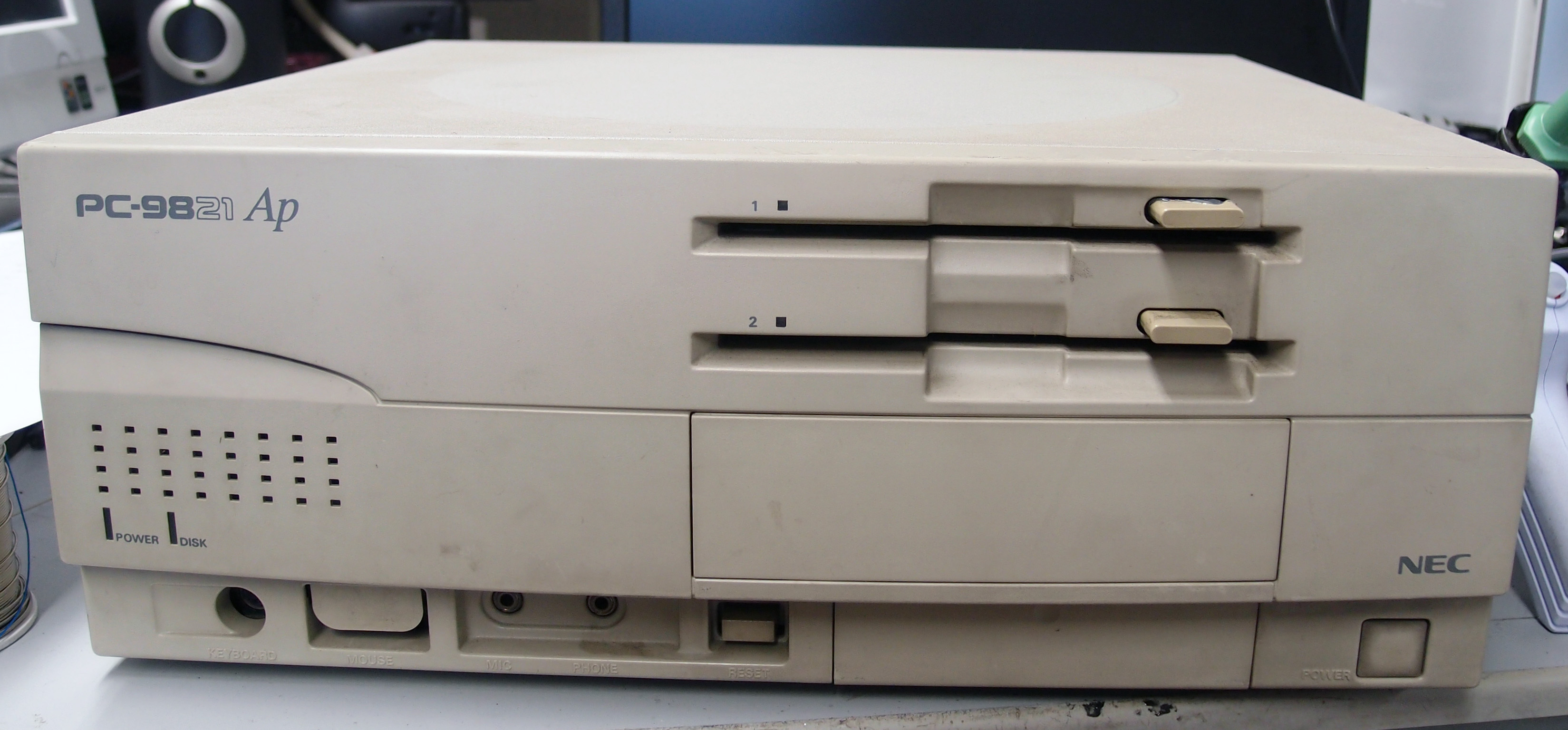
PC-9821Ap (1993年（平成3年）)

1990年（平成2年）、日本IBMはVGAを搭載したPC/AT互換機で日本語テキストを表示できるようにするオペレーティングシステム『DOS/V』を発表した。日本の他のパソコンメーカーは日本IBMとマイクロソフトが共同で設立したPCオープン・アーキテクチャー推進協議会 (OADG) に加入した。1991年（平成3年）には日本語版のWindows 3.0が登場し、MS-DOSからWindowsへ、ソフトウェア環境の移行が始まった。1992年10月、コンパックは128,000円のDOS/Vパソコンを発売した。この価格は当時のPC-98最安モデルの半値で、他の日本のパソコンメーカーはこの直後に次々と値下げを発表した。この価格戦争はNECが主導していた日本のパソコン市場を揺るがす出来事として印象づけられ、マスコミに「コンパックショック」と呼ばれた。1993年（平成3年）に入ると東芝や富士通がDOS/Vパソコンを発売し、セイコーエプソンはDOS/Vパソコンを販売するためにエプソンダイレクトを設立した。
PC-98の主力デスクトップモデルは1988年（昭和63年）発売のPC-9801RA以来、SCSI (Small Computer System Interface) インターフェイスを内蔵したPC-9801RA21（1989年（平成元年））、DMA (Direct Memory Access) コントローラを高速化したPC-9801DA（1991年（平成3年））、486を搭載してファイルスロットを装備したPC-9801FA（1992年（平成4年））と、徐々に機能や性能を向上しながらもコンセプトは従来機を踏襲してきた。同時期にアメリカではWindows 3.0の普及とパソコンの低価格化が進んでおり、日本にもDOS/Vの登場とともにその波が押し寄せていた。PC-9801FAはコストの問題からCPUに16MHz駆動の486SXを搭載していたが、これに対してユーザーから「640×400ドットの画面はWindowsには狭い。16MHzでは快適に使えない。」との批判が集中した。1992年5月、セイコーエプソンは486SX 25MHzのCPUと1120×750ドットの高解像度表示機能を搭載したPC-486GRを、PC-9801FAと同じ価格で発売してヒットした。NECもこの状況から販売戦略を見直し、1992年7月より新製品の検討が始まった。

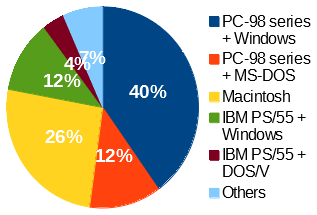
次に買いたいパソコン（日経パソコン1993年5月調べ）

1992年（平成2年）10月末、NECはWindows 3.0を標準搭載したPC-9821（愛称は98MULTI）を発表した。1993年（平成3年）1月より、PC-98の主力デスクトップ機は3つのラインに拡張された。CD-ROMドライブなどホビー向けに必要な機能を一式含んでいる「98MULTi」に加え、Windowsの利用に適した性能を持つ「98MATE」、MS-DOSの利用を主目的とした低価格の「98FELLOW」が発売された。PC-98は対応する日本語アプリケーションが多く、依然日本のユーザーには人気があった。

1993年（平成3年）から1995年（平成5年）にかけて、NECは業界標準規格を採用しつつ製造コストの削減を図った。PC-98は72ピンSIMM、3.5インチ1.44MBフロッピーディスク、IDEドライブ、640×480ピクセルのDOS画面モード、2D GUIアクセラレーションGPU、Windows Sound System、PCI、PCMCIAに対応していった。また、一部のマザーボードの製造をECSやGVCなどの台湾系企業に委託した。

PC-98と日本国内PC本体出荷台数（1990年から1998年。1997年以降はPC98-NXを含む）

PC-98の販売数そのものは順調に増大していたが、PC/AT互換機の販売はこれを上回る勢いで拡大し、PC-98は次第にシェアを落としていった。これは、パーソナルコンピュータとWindowsの爆発的な普及により、従来とのハードウェア・ソフトウェア互換性を必要とするユーザーが相対的に少数派となったためである。この時点ではPC-98もWindows機であることには変わりなく、実績のあるブランドだったことからそれなりの知名度もあり、トップシェアを争うだけの勢力は維持していた。1997年（平成9年）時点での日本国内シェアは3割とも5割弱とも言われる。しかし、CPU・チップセット・ビデオチップ・拡張バスなど、PCを構成する各種の要素技術が急激に高度化し、それらのほとんどがPC/AT互換アーキテクチャを前提としていたことから、PC-98に採用する上でさまざまな困難に直面することとなった。Windows 95の移植においては、NECはアメリカのマイクロソフト本社に技術者を約20人常駐させてPC-98版の開発を進めていた。Windows 3.1および95の時代にはFMRシリーズ / FM TOWNSなど他社独自アーキテクチャ機も存在していたのに対し、Windows 98の時代にはPC-98以外はほぼPC/AT互換アーキテクチャに収斂したため、NECにはWindowsや各種ドライバの移植コストが重くのしかかることとなった。このようにして、独自アーキテクチャの維持に次第に限界が見えてきた。
1997年（平成9年）10月、NECはPC/AT互換機といえるPC97ハードウェアデザインガイド準拠マシンのPC98-NXシリーズを発表し、一般市場におけるPC-98は事実上その使命を終えた。
PC-98の最後の機種は、2000年（平成12年）に登場したCeleronベースのPC-9821Ra43（クロック周波数433MHz、1998年の440FXチップセットベースのマザーボード設計を使用）だった。2003年（平成15年）、NECはPC-98の受注中止を発表した。2004年（平成16年）3月の出荷終了までに1830万台のPC-98が出荷された。PC-98をサポートする最後のWindowsはWindows 2000であった。

### PC-9800シリーズの終焉
1997年（平成9年）にNECの主力パソコンはPC98-NXシリーズに移ったものの、多くの制御機器等ではPC-98が依然使用されており、これらの資産をPC/AT互換機等に移行するにはユーザー側に莫大な出費（コスト増）を強いるため、CバスやMS-DOSなどの資産を継承する必要に迫られた（建設用の計算ソフトなどでも、開発経費節減のためPC-98と抱き合わせ販売されていた）。このため、その後も一部機種を継続販売していたが、2003年（平成15年）9月30日をもって受注終了、2010年（平成22年）10月末にサポート終了となった。最終モデルは「PC-9821Ra43」「PC-9821Nr300」。FC-9800シリーズも2004年1月に販売終了、2010年（平成22年）1月に保守が終了した。最終モデルは「FC-9821Ka model 1/2」。
PC-98の受注終了後は、前述の通りサードパーティによるPC-98互換機（ロムウィン社98BASEシリーズ、エルミック・ウェスコム社（後の図研エルミック社）iNHERITORシリーズなど）の製造・販売が長く続けられたが、後者は2006年（平成18年）末のインテルによる486系プロセッサの製造終了に伴い、2007年（平成19年）9月28日に受注終了、2008年（平成20年）9月30日に出荷を終了した。その後もPC/AT互換機を用いてPCIカードを実装、Cバス拡張BOXを接続してエミュレートする「iNHERITOR II」、PC一体型の互換システム「iNHERITOR II-A」が販売されていたが、2016年（平成28年）7月に生産を終了している。
また、Cバスインタフェースのボードを利用できるコントローラ付きバックプレーンや、同コントローラやPC/FC-9801シリーズで稼動するボードコンピュータも販売されていた。
FreeBSDでは、2011年（平成23年）2月にリリースされた8.2-RELEASEまでPC-98に対応していたが、9.0-RELEASE以降、PC-98用のFreeBSDはリリースされていない。
工場の生産ラインや鉄道などのインフラ管理の分野では、様々な制御対象機器との互換性や枯れた技術の安定性を考えると容易に最新式のコンピューターに入れ替える事は出来ず、前述の事情もあって2020年（令和2年）現在でも現場でPC-98が使用されているケースは多く、オークションサイトには数千件の出品があったり、専門の修理業者が存在するほどである。

## ハードウェアの特徴

### バス

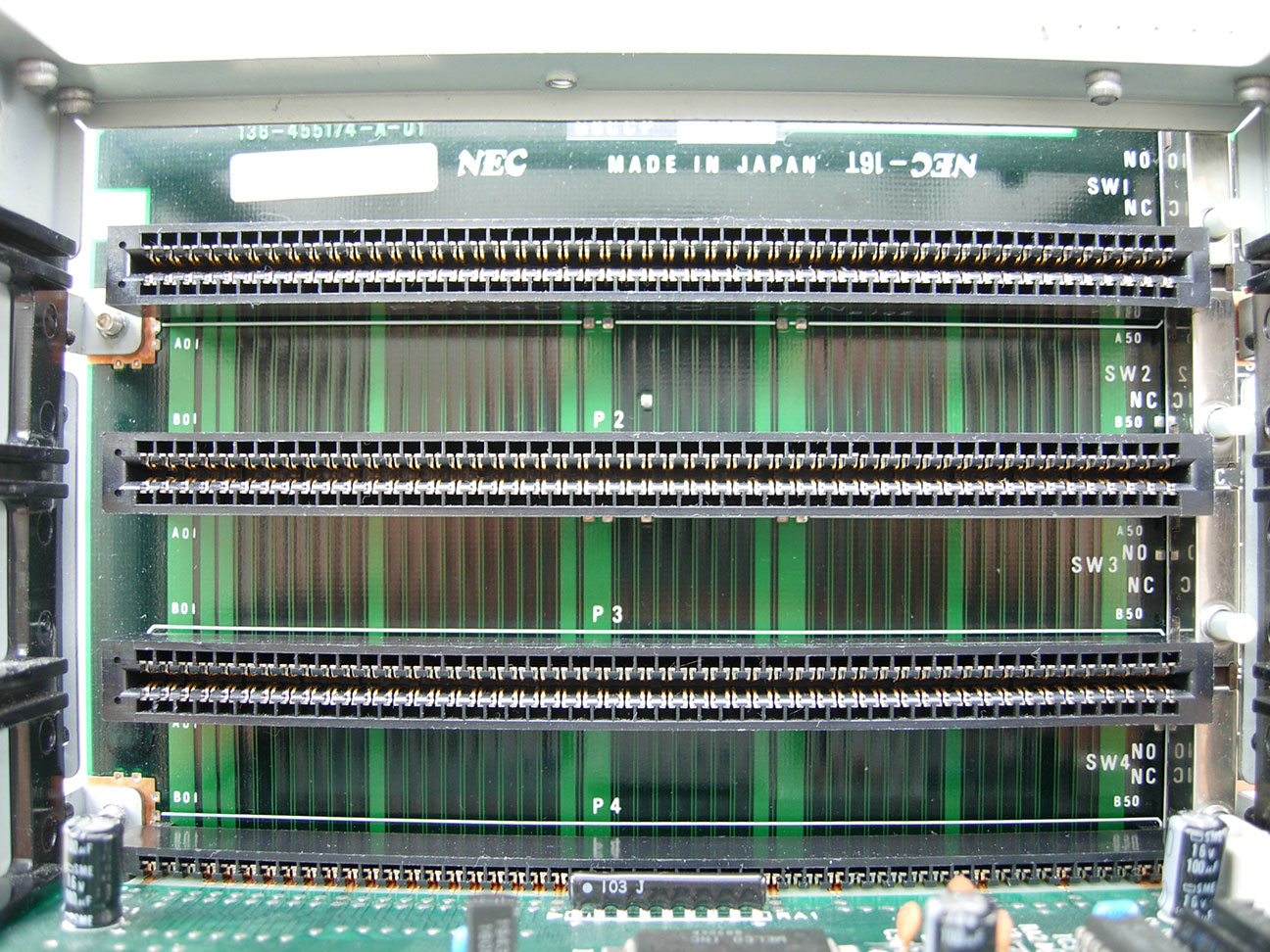
拡張スロット（Cバス）

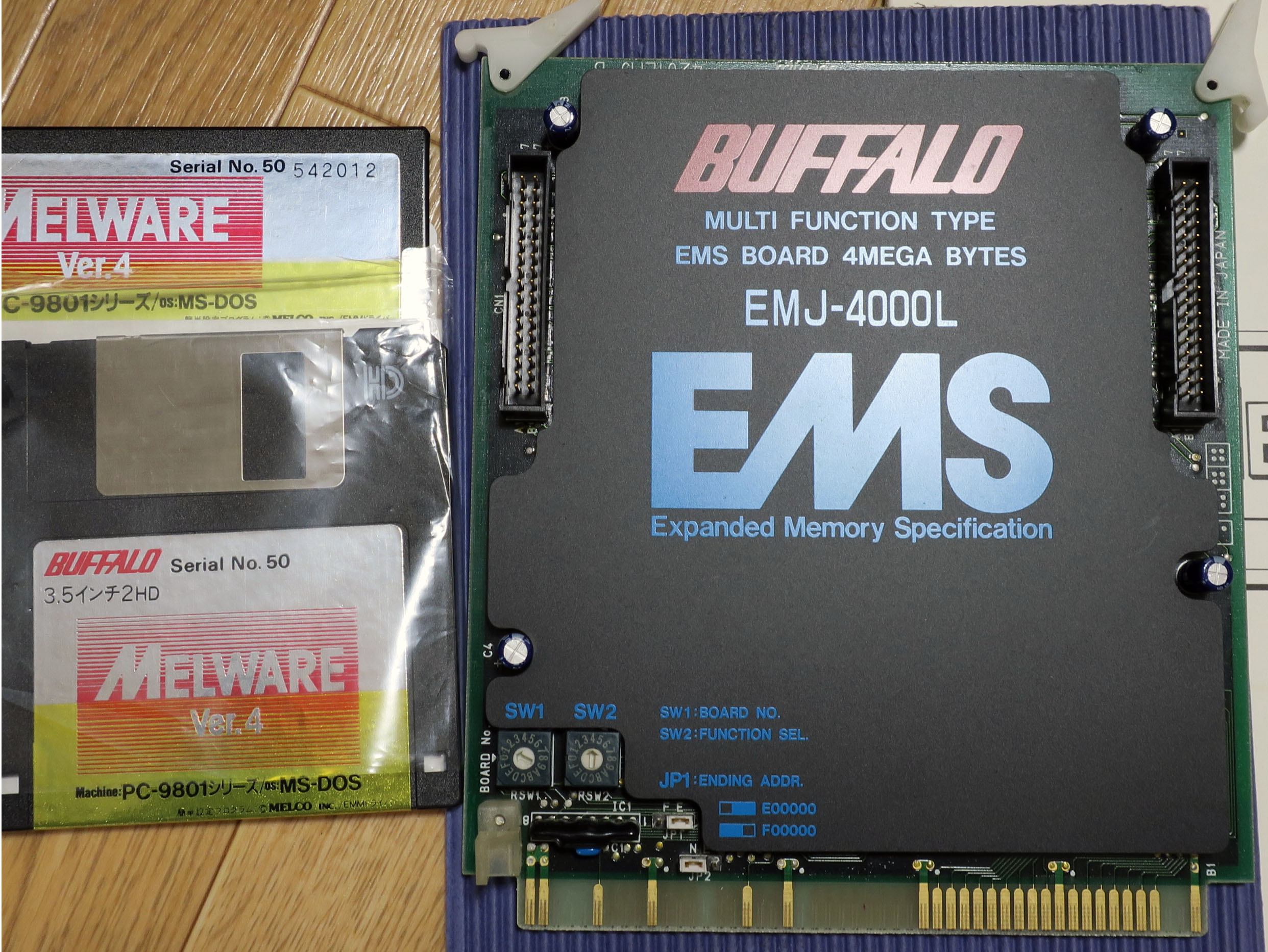
Cバス用4MBメモリボード

1982年（昭和57年）発売の初代機「PC-9801」はCPUに16ビットのNEC製μPD8086（Intel 8086互換）5MHz、割り込みコントローラに8259Aのカスケード接続、DMAコントローラに8237を使用するなど、インテルの8086ファミリ互換チップを採用しているため、構成がIBM PCと似ている。ただし、外部バスとして8ビット幅のXTバス（XT bus architecture）を搭載したIBM PCと異なり、筐体を開けずに抜き差し出来る16ビット幅の拡張スロット（通称、Cバス）を採用している。幅広く事務用途や工業組込用途に適合するよう、ハードウェア面ではPC-8000/8800シリーズに似たシステム構成を取り、従来のPC-8000/8800シリーズユーザーが移行しやすいよう工夫されている。内部は8086向けにハードウェアを最適化し、CUI向けに性能を特化させた16ビットパソコンである。PC-9801では、μPD8086がマキシマムモードで構成され、バスコントローラとしてμPB8288が採用されている。
同時期に米国で爆発的に普及したIBM PCを取り上げると、IBM PCがCPUとして採用した8088は内部的には汎用レジスタ長が16ビット、リニアにアクセスできるメモリの最大容量を決定するアドレスバスは20ビット長（=1Mバイト）であるが、供給安定性の観点から8ビットCPU用の周辺チップがそのまま利用できるように、外部バス幅は8ビットとなっている。対して、PC-9801は当初から8088の上位機種である8086をCPUとして採用、外部バス幅は16ビットとなっており、バスクロックは10MHz、最大転送速度は毎秒1MBでIBM PC（モデル5150）よりも大幅に高速な転送能力を備えている点が優れていた。これはグラフィックの性能を左右すると考えられ、IBMマルチステーション5550ではCPUに8088ではなく8086が採用された。
なお、PC-98では、その後の機能拡張でも互換性維持を大前提としてメモリやI/Oへアドレスを割り付けていった。その結果、VRAMのように割り当てられたアドレスが不連続になるものがあったほか、初代機からの部品数削減の名残で一部のI/Oアドレスが一見無意味にデコードされていない、またユーザー用に予約されている箇所が極端に少ない、という状態になってしまった。
ノーマルモードではPC/AT互換機同様、CPUの持つメモリ空間1Mバイトのうち、VRAMやBIOS ROM等の予約領域を除くと、ユーザーが利用可能なメイン・メモリ空間は最大でも640Kバイトで区切られてしまうメモリマップとなっている。この時代にはそれが問題となることはなかったが、ソフトウェアが肥大化したMS-DOSの全盛期には、日本語入力システムなどのデバイスドライバを常駐させた後の少ないフリーエリアのやりくり、特に起動時に500Kバイトから600Kバイト程度のフリーエリアを必要とするアプリケーションのための領域確保にEMSやXMSといった知識が必要になり、ユーザーは苦労することになった。ハイレゾモードではVRAMの割り当て方法がこれと異なり、最大768Kバイトのメイン・メモリ空間を確保できる。
PC-98XA以降ではサポートされる物理アドレスが従来の20ビットから24ビットに拡張された80286の搭載に伴い、4ビット分のアドレス線を未定義の信号線に割り当ててCバスを24ビットアドレス対応に拡張する仕様変更が行われている。なお、この機能についても従来の拡張ボードとの互換性維持に対する配慮が行われており、ボード挿入時に拡張ボード右奥に搭載されたバーが本体側スロット右上に追加搭載されたスイッチを押し下げ、本体に24ビットアドレス対応であることを通知した場合にのみ有効となる。
1990年（平成2年）に発売されたHyper98（PC-H98シリーズ）は32ビット外部バスのNew Extend Standard Architecture（NESA）を搭載。1993年（平成5年）発売の98MATEはVESA ローカルバス（VLバス）のようにCPUのメモリバスに直結した独自仕様の「32ビットローカルバス」を搭載する。これは短期間のうちにPeripheral Component Interconnect（PCI）に置き換えられ、以後はPCIスロットと16ビット幅の拡張スロットが共存することになった。

### グラフィック

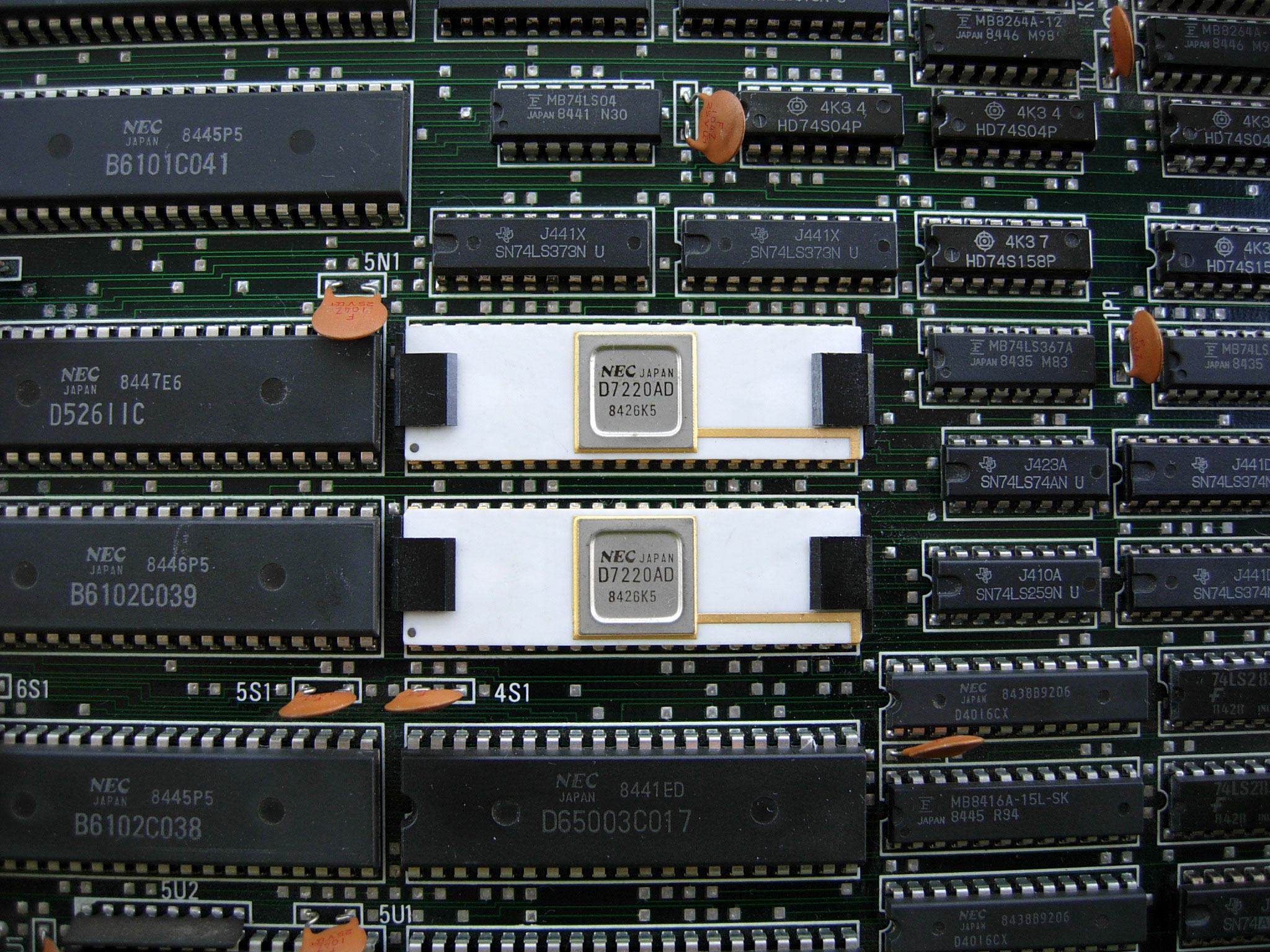
PC-9801F上のμPD7220

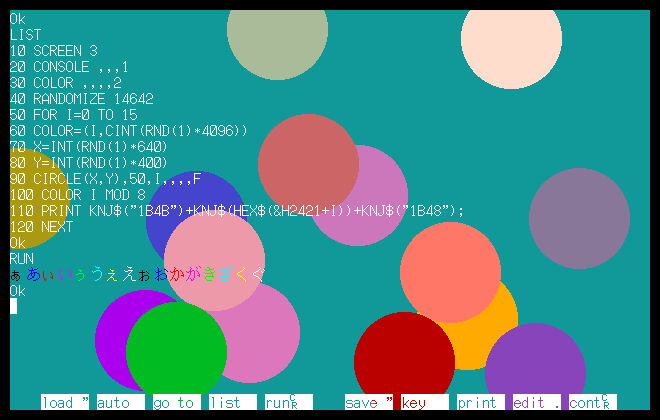
8色テキストと16色グラフィックを重ねて表示した例（VMモデル以降の4096色中16色表示を使用）

PC-98は日本語の文字を高速に表示するために漢字ROMとテキストVRAMを搭載している（ただし初代機とPC-9801Eでは漢字ROMは別売）。また、当時の水準としては高精細かつ高速なグラフィック処理のために、自社製の汎用グラフィックコントローラGDC（Graphic Display Controller μPD7220）を2個、テキスト用（マスタ動作・CRT同期信号を生成）とグラフィック用（スレーブ動作）にそれぞれ使用する。テキストVRAMとは別にグラフィックVRAMも備えており、グラフィック画面の解像度は640ドット×400ドット8色（RGBを各1ビットで表現して組み合わせた8色固定パレット、デジタルRGBと呼ばれた）を始めとするPC-8800シリーズ上位互換の画面モードとすることで、BASICレベルで互換性を確保している。テキストVRAMに文字コードを書き込むだけで画面上に文字を表示でき、またグラフィックVRAMの画面と切り替えたり重ねたりすることができる。また、テキスト用GDCに付随してテキスト表示の滑らかなスクロールを実現する回路を搭載し、テキスト画面・グラフィック画面ともに、ハードウェアによる1ライン単位の縦スクロールおよび16ドット単位の横スクロールを可能にしている。
2つのVRAM（テキスト画面とグラフィック画面）を使い分けることで、ワープロやエディタなど文字系のソフトウェアを使う場合は、他の機種よりも有利だった。初期のワープロソフトでは、高速に表示できるテキスト画面で文章を入力し、精巧に表示できるグラフィック画面で印刷イメージを確認するものがほとんどだった。テキスト画面にはPC-8000シリーズと同様のキャラクタグラフィックモードも実装され、PC-8000シリーズ/PC-8800シリーズと部分的ながら互換性を保つよう考慮されている。しかし、後年にWindowsが登場した際に、テキストVRAMは複数のMS-DOSアプリケーションを同一のグラフィック画面上に表示することを難しくした。
GDCは直線・円弧などグラフィック図形の描画機能、縦横方向へのスクロール機能を持つ。GDCの機能は直線の描画には使用されたが、円弧の描画には使用されていなかった。μPD7220にはVRAMをCPUのメモリアドレス空間から分離して配置するための機能が用意されているが、PC-98ではCPUのメモリアドレス上にVRAMが配置され、CPUからもVRAMに直接アクセスできるようになっている。これにより、VRAM上でのグラフィック図形の移動はGDCを使うよりもCPUでブロック転送を行った方が高速に処理することができる。
PC-9801Fでは初代PC-9801の2倍のグラフィックVRAMを搭載し、640×400ドット8色表示において、画面をちらつかせることなくグラフィックを描画するダブルバッファリングを可能にしている。
PC-98XAは、ワープロやCADを快適に使いたいという需要に応えるべく、表示解像度1120×750ドット、16色、24ドットフォントによる高精細表示を可能にしている。この際、VRAMのアドレスやBIOSなどアーキテクチャが変わったため、従来のソフトウェアがそのままでは動かなかった。後継のPC-98XLでは、PC-98XAと互換性があるアーキテクチャをハイレゾモード、本流のPC-9801シリーズと互換性があるアーキテクチャをノーマルモードとして、2つのアーキテクチャをスイッチで切り替えることができる。この系統は32ビット拡張バス (NESAバス) を搭載したHyper98（PC-H98シリーズ）へ引き継がれたが、1993年の98MATEとウィンドウアクセラレータボードの登場でその優位性は薄れた。
PC-9801VMではグラフィック機能が大きく強化され、従来機でのデジタルRGB出力による8色表示から、アナログRGB出力による4096色中16色同時発色表示に改良されている（一部モデルではオプション）。この表現力を生かすため、VRAM各プレーン同時書き込み制御に対応したグラフィック処理プロセッサGRCG（Graphic Charger）が追加されている。
PC-9801VXは新たにGRCG上位互換のEGC（Enhanced Graphic Charger）と呼ばれる、VRAM各プレーン同時制御を読み出しにも対応させて高速化を実現した新グラフィック処理プロセッサを搭載している。また、グラフィック用VRAMにはデュアルポートRAMを採用し、CPUからの書き込みとCRTCからの読み込みが同時にできるようになったため、VRAMへのアクセス速度が向上している。
当時のソフトウェアは性能を引き出すためにハードウェアに依存して設計されており、特にグラフィックの仕様を維持することは互換性を維持する上で絶対であった。PC-98の本流ではPC-9801VM以来、既存ソフトウェアの互換性と資産継承を優先したためグラフィックの仕様は固定されていたが、1992年（平成4年）発売のPC-9821ではVGA解像度に相当する独自仕様の640×480ドット256色表示グラフィックモードが追加された。また、1993年（平成5年）からはWindowsやOS/2での利用に最適化された汎用のグラフィックチップ及びその機能が「ウィンドウアクセラレータ」と称して、オンボードだけでなく拡張ボードとしても提供された。

### 補助記憶装置
PC-98のフロッピーディスクは、PC-8800シリーズから継承した5インチ2D（両面倍密度）のインテリジェントタイプのものを除き、内蔵DMAコントローラを使用することで、CPUの動作と並列してファイル操作が出来た。
PC-9801VMでFDDまわりの仕様がほぼ確立し、従来の1MB FDDインターフェースをベースにした2HD/2DD自動切替ドライブが以降の機種に標準搭載されるようになる。このときPC-98では8インチ2Dとのフォーマットの互換性が維持され、3.5インチでも1.25MB (1232KiB) のフォーマットが標準となった。このためPC-98では後年の機種で3モードFDDに対応するまでの間、すなわち日本国内シェアを独占した全盛期の機種の多くが、世界標準である1.44MBフォーマットの3.5インチFDを読み書きできないという互換性の問題を生じることになった。詳しくはフロッピーディスクの項目を参照。
PC-98のソフトウェアは容量の都合上プログラムディスクとデータディスクの2枚に分けた上で運用される場合が多く、また、日本語の業務アプリケーションを実用的なレベルで動かすには1.25MBの容量が必要であった。例えば、一太郎のプログラムディスクはMS-DOSの実行環境とメインプログラム、日本語入力システム (ATOK) とその辞書ファイルがちょうど1.25MBのフロッピーディスクに収まった。1980年代の時点でパソコンにとってHDDは高価なオプション機能であり、多くのマシンは2台のFDDのみ搭載していた。
「98FELLOW」「98MATE」シリーズから、内蔵3.5インチFDDは、従来のPC-98のフォーマットに加え、PC/AT互換機で使われている1.44MBフォーマットにも対応するようになった。それ以前の機種や外付けFDDの場合、DOS上であれば1.44MBに対応させた外付けFDD製品も存在するが、この場合は独自のDOSドライバを使う方式のため、Windows 95等では1.44MBに対応しないという問題があった。DOSとWindowsの両方に対応した方法としては、SCSI接続のスーパーディスクドライブを使う方法がある。
ハードディスクドライブ (HDD) 用インターフェイスには当初、SASIまたはST-506を使用しており、拡張ボードではPC-9801-27として提供された。1987年（昭和62年）にCD-ROMドライブのみをサポートするSCSIインターフェイスボードが発売され、1988年（昭和63年）にはNEC製SCSI HDDに対応したPC-9801-55 SCSIインターフェイスボード（通称、55ボード）が発売され、その後の一部の機種ではこのボードに相当するSCSIインターフェイスが内蔵された。55ボードやサードパーティーが発売したSCSIインターフェイスボードは、それぞれ自社が販売するHDDしかサポートしなかったことに加え、品質の悪いケーブルが出回っていたため、相性問題を引き起こしてユーザーを混乱させた。この問題はPC-9801-92 SCSIインタフェースボード（1993年（平成5年）7月出荷）が登場する頃になってようやく終息する目処が立った。
IDEは2.5インチのものが98NOTEでは早期から内部的に使われていたが、3.5インチ型はデスクトップの98MATEから使われている。IDEはBIOSレベルではSASIと同等のものとして動作するため、IDEが使われる前に発売されたオペレーティングシステムでもSASIと同様に扱うことができる。

### キーボード

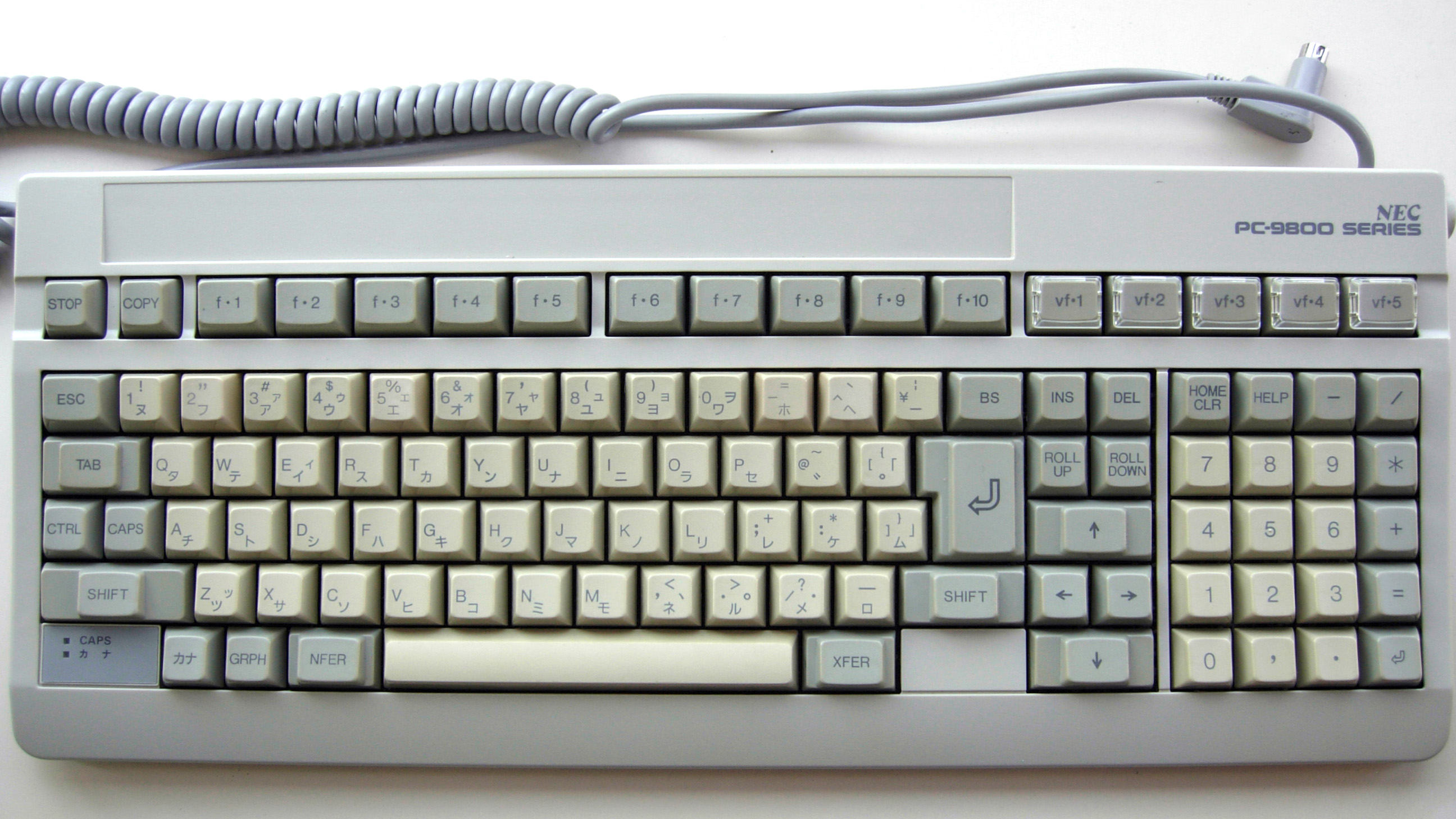
PC-98の典型的なキー配列

PC-9801のキー配列はPC-8801を基本としつつ、PC-8801ではシフトキーと5個のファンクションキーの組み合わせで10個の機能を呼び出していたところを、PC-9801では初めから10個のファンクションキーを配置している。また、漢字変換用に「XFER」キーが新設され、カーソルキーは移動方向に対応した配置になった。内部的にはμPD8048（Intel 8048相当）などのマイコンを内蔵したシリアル接続タイプで、ハードウェア的には直接読み取ることはできないが、BASICプログラムの移植性を考慮して、BASIC上からはPC-8800シリーズと同様にI/O命令でキースキャンコードを読み出せるよう部分的にエミュレーションされている。
PC-9801Fではキーボードの接続コードと端子が細くなった一方、本体側の端子は背面へ移動したためコードが長くなった。また、ステップスカルプチャ構造となり、使用感が改善された。
PC-98XAではvf・1からvf・5まで5個の機能キーを追加し、Homeキーが4つのカーソルキーの中央に移動した。
PC-9801RAからは新たに開発されたキーボード内部制御用のASICが搭載され、同時に発表されたOS/2のタスク切り替えに対応するため、CapsLockおよびカナロックがソフトウェアによるロックになった。オルタネイト式スイッチによる機械的なロックは廃止され、キーボード上のLEDにロック状態が表示されるようになった。
98MATEや98FELLOWでは製造コスト削減により、キーボードはそれまでのメカニカルスイッチからメンブレンスイッチの安価な物（下記PC-9801-106相当）に変更され、キータッチは反発感のある物になった。さらにWindows 95が開発されて以降は、Windowsキーとアプリケーションキーが追加された（下記PC-9801-119相当）。
98MATEや98FELLOWが発売された頃から、別売りの純正キーボードとして、本体付属のものとの同等品2種に加え、PC/AT互換機と同配列の106キーボードや、特定のNEC製ソフトウェアに対応した専用キーボードも発売されていた。
- PC-9801-98: 楽々キーボード（矢印キーが中央にあるなど、通常と異なるキー配置）
- PC-9801-106: 98標準キーボード（Windowsキー、アプリケーションキーなし）
- PC-9801-114: PC-PTOSキーボード（N5200シリーズ準拠。PC-PTOSインストールモデルと同等）
- PC-9801-115: 文豪DPキーボード（文豪DP-OFFICEインストールモデルと同等）
- PC-9801-116: 106キーボード（PC/AT互換機準拠、アプリケーションキーなし）
- PC-9801-119: 98標準キーボード(95)（Windowsキー、アプリケーションキーあり）

### サウンド

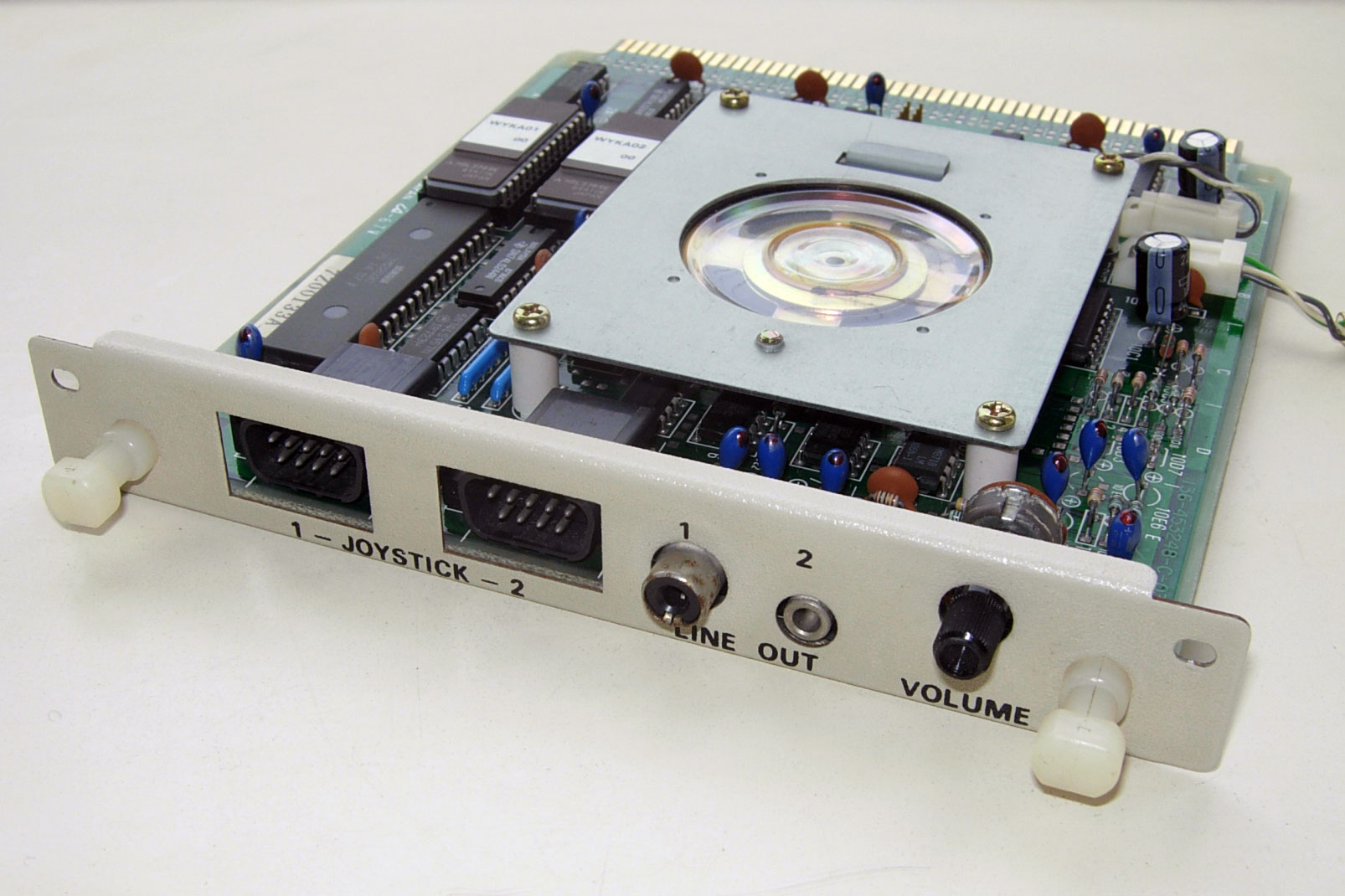
PC-9801-26K サウンドボード

初期のPC-9801は音程固定のブザーのみを内蔵していた。PC-9801U2以降はIBM PCのように8253 プログラマブルインターバルタイマを制御することでビープ音の音程を変えられるようになった。また、オプションでPC-8801mkIISR相当のサウンド機能（ヤマハ製FM音源チップのOPN、2個のアタリ仕様ジョイスティックポート、N88-BASIC(86)にサウンド命令を追加するBIOS ROM）を搭載した拡張ボードPC-9801-26 サウンドボードなどが発売された。PC-9801型番の3.5インチFDD搭載モデルは、多くのモデルでは家庭用を意識して、5インチモデルよりも小型の筐体で、標準でPC-9801-26K相当のモノラルFM音源を搭載した。このサウンド機能はPC-98対応ゲームソフトをプレイする上で、BGMや効果音を鳴らすために必須であった。
このサウンド機能は1992年（平成4年）発売のPC-9821と1993年（平成5年）発売の98MATEで大幅に強化され、OPN上位互換のOPNAとCD音質のステレオPCM音源が内蔵された。このサウンド機能は98FELLOWや従来機ユーザー向けにPC-9801-86 サウンドボードとして発売され、PC-9801-26Kの上位互換として多くのゲームソフトが対応した。
PC-8800シリーズ互換のPC-98DO+はPC-8801MAと同等のOPNAを標準搭載し、またOPNAのADPCM用のメモリも搭載している。PC-98GSやPC-9801-73/86/118音源ボード、またそれら相当の音源内蔵機では、OPNA用ADPCMのメモリを搭載せず、OPNAとは別に搭載されたPCM音源を代わりに使用する仕様になっている。それ以外の機種でOPNAのADPCMを使う場合は、サードパーティーのメーカーが発売したOPNA音源ボードのスピークボード（または互換品）を搭載するか、または本体や音源ボードに搭載されるOPNAにメモリを増設・接続する改造をしなければならない。

## ソフトウェア資産

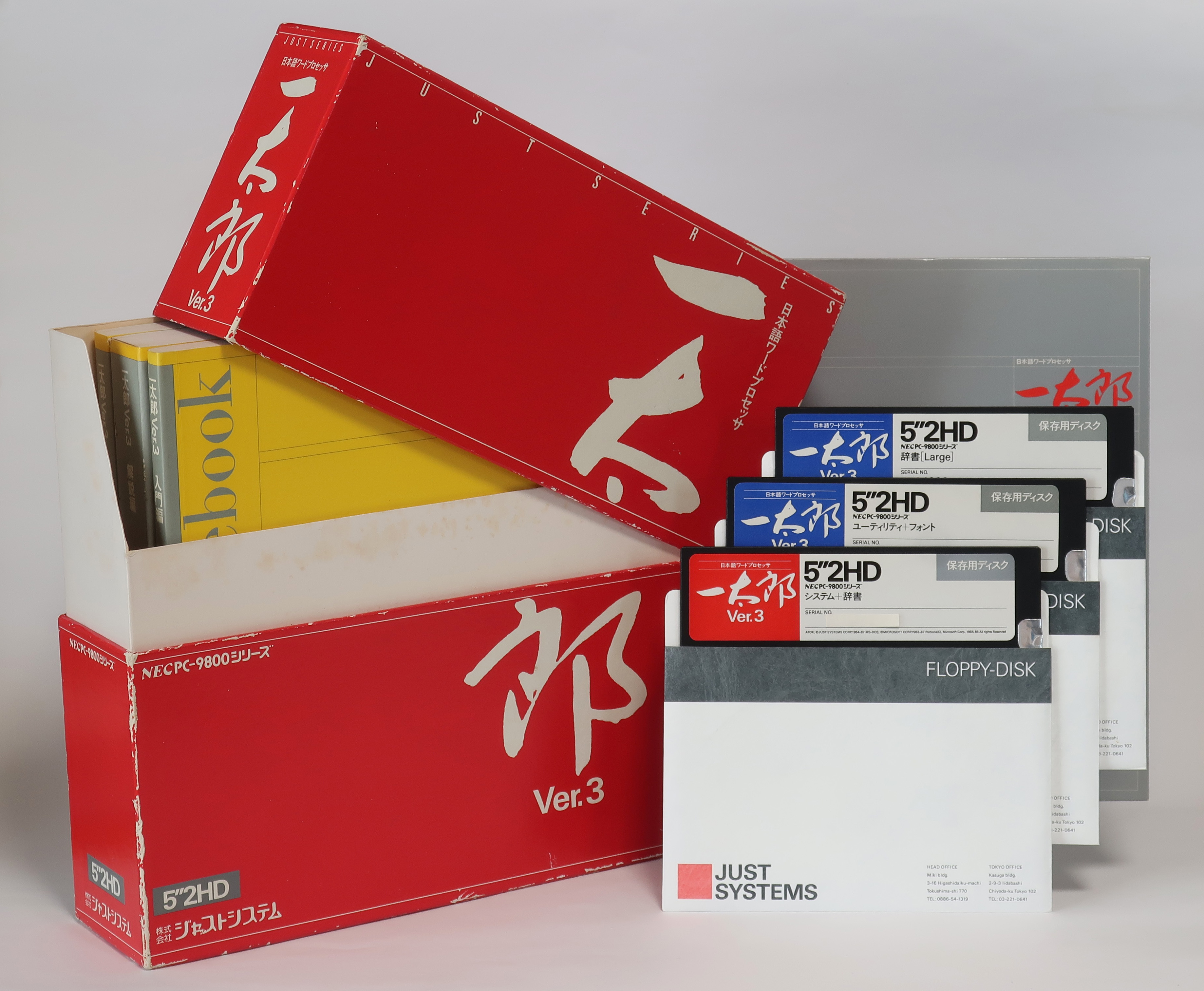
一太郎 Ver.3（1987年（昭和62年）)5インチフロッピー版

PC-98はNEC自社開発のN88-BASIC(86)を読み出し専用のROMに記録した状態で搭載し、同社の8ビットパソコン、PC-8800シリーズと言語レベルで高い互換性を持つ。また、当時としては強力な日本語処理機能を持ち、さらにNEC自身が積極的にソフトウェア開発の支援を行なったため、多数のPC-98専用アプリケーションが登場した。1992年（平成4年）9月の時点で、PC-98に対応する約16,000本のソフトウェアのうち、60%がCADを含む業務用アプリケーション、10%がオペレーティングシステムや開発ツール、10%が教育用ソフトウェア、残りの10%はグラフィック、ネットワーク、ワープロ、ゲームを含むその他で構成されていた。
1985年（昭和60年）から発売されている一太郎はPC-98のキラーソフトと見なされ、1991年（平成3年）までにシリーズ累計100万本が販売された。また、1986年（昭和61年）にLotus 1-2-3の日本語版がPC-98へ最初に移植され、1991年（平成3年）までに累計50万本が販売された。

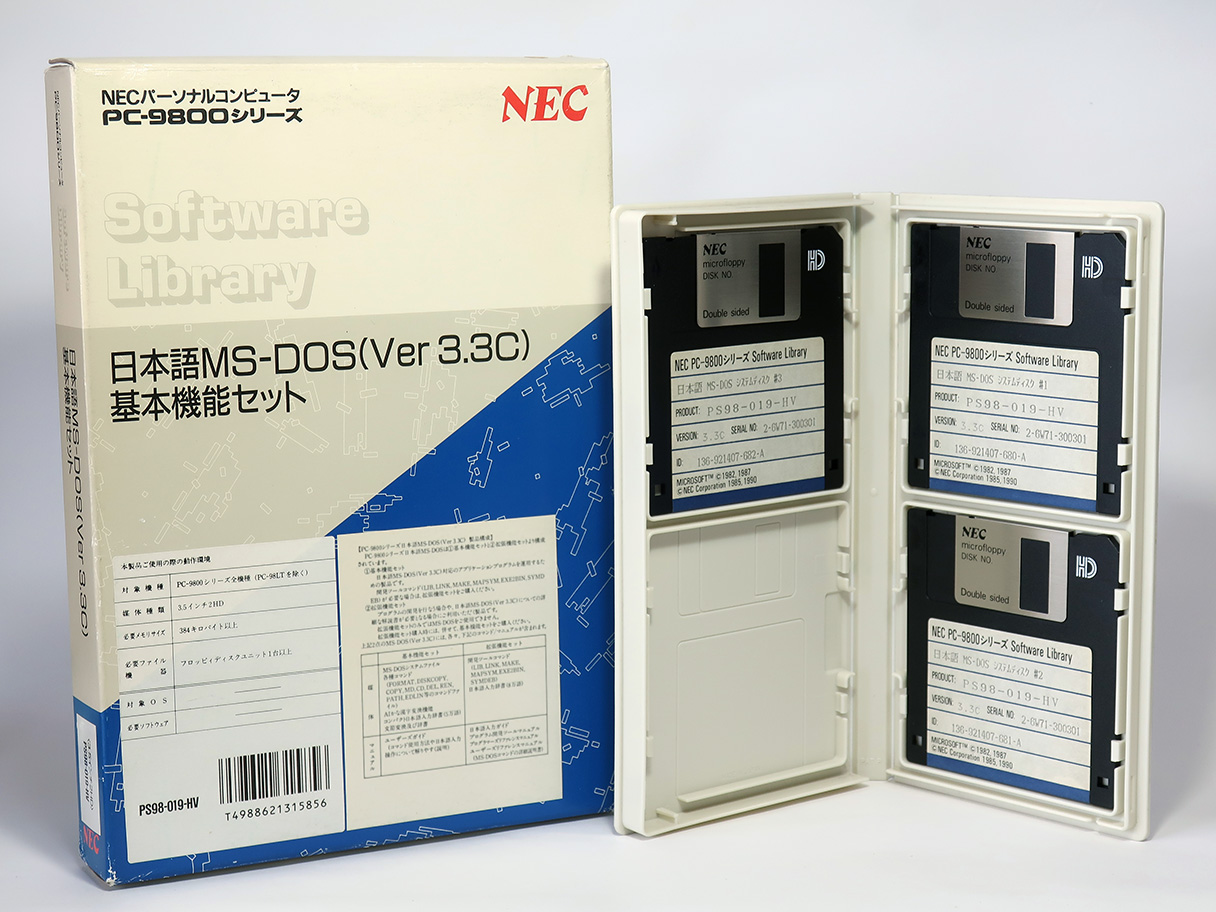
MS-DOS 3.3C（1990年（平成3年））3.5インチフロッピー版

また、非常に多彩なバージョンのOSが移植されていた。詳細は以下のとおり。
- NEC自身により、MS-DOS、CP/M-86、OS/2 1.x/2.11/Warp V3/Warp Connect/Warp 4、Windows 1.x/2.x/3.x、Windows 95/98/98SE、Windows NT/2000、PC-UX
- サードパーティーにより、UNIX SVR4
- ユーザーコミュニティにより、386BSD、FreeBSD、NetBSD、Linux、FreeDOSがそれぞれ移植された。

ホビーユースにおいても多数のゲームソフトが発売され、日本独自のパソコンゲーム文化の形成に大きく影響した。
これらの圧倒的なソフトウェア資産を背景に、日本国内市場においては、一時期はほぼ寡占状態に近く使われていた。
N88-BASIC、MS-DOSなどには、NEC純正の日本語入力システムが付属していた。時代が下るにつれてかな漢字変換能力が向上し、それにつれて名称がNECDIC（単文節変換）、NECREN（連文節変換）、NECAI（AI変換）などと変わっていった。
また、サードパーティーの日本語入力システムも、主にワープロソフトに付属する形で普及した。代表的なものにATOK、VJE-β、松茸、WXシリーズなどがある。その日本語入力システム固有の操作性に慣れ親しんだ結果、バージョンアップした上で使い続ける固定客も生み出した。

### ソフトウェアエミュレータ
PC-98のソフトウェアエミュレータが各種存在し、一部企業から提供されていた時期もあるが、現在は主に私的プロジェクトにより展開されている。高度な再現には、条件よって利用者自らが所有権を持つ実機から取得したBIOSが必要となることがある。以下に、ソフトウェアと動作環境・代表的な事例を示す。
- Neko Project II(np2) - Windows(x86,x64),Windows CE,Macintosh(PowerPC,Intel Mac)
- DOSBox-X
- PC-9801エミュレータソフトウェア - 1987年発売・シャープ「MZ-2861」添付ソフトウェア
- T98-NEXT - Windows(x86)　- 開発停止
- PC98E - DOS/V- 開発停止
- エプソンプラットフォーム・エミュレータ 98/V - DOS/V
  - EPSON PCシリーズ（PC-98互換機）を発売していたセイコーエプソンがPC/AT互換機に参入する際、PC-98のソフト資産をPC/AT互換機で活用するためのサポートソフトとして1995年（平成7年）に発売したソフトウェアである。ソフト単体で9,800円、エミュレートの際に画像処理を高速に行うための「98/Vアクセラレータ」を29,800円で発売していた[82][83]。
- Virtual98 - Windows(x86)- 開発停止
  - PC/AT、PC-9801デュアル互換機・TOMCAT PC-3/Xを発売していたトムキャットコンピュータも1991年（平成3年）に仮想98システム「Virtual-98」というエミュレータを開発・販売した[84]。

NECのPC-98でなく、互換機であるEPSON PCシリーズを再現するエミュレータもあり、事実上、PC-98のエミュレータとして使用されている。
- ANEX86 -Windows(x86)- 開発停止
  - シェアウェアのANEX86は、EPSONのPC-286のエミュレータである。

本流のPC-98とは異なるアーキテクチャを持つPC-98DO/XA/XL/RL/LT/HAを再現するエミュレータもある。
- ePC-98DO, ePC-98XA/XL/RL, ePC-98LT, eHANDY98 - Windows(x86)

## 98互換機の登場
前述のように、PC-98のソフトウェア資産は圧倒的であり、NEC自身が投入したものも含め、別アーキテクチャのコンピュータは苦戦を強いられた。
セイコーエプソンは98互換機である「EPSON PCシリーズ」を開発。その後、NECは自社開発のDISK-BASICやMS-DOSに自社製ハードウェアであるか確認する処理を付け加えるなどした（通称：EPSONチェック）が、セイコーエプソンではそれを解除するパッチ（SIP）を供給し、サードパーティー機器の互換性検証を行い情報提供したり、PC-98より高性能低価格の機種をラインナップするなどの展開を行い、ユーザーの支持を集めシェアを伸ばしていった。
エプソン以外にも、トムキャットコンピュータとプロサイドがPC/ATとPC-9800のデュアル互換機を販売したり、シャープのMZ-2861がソフトウェアエミュレーションによりPC-9800シリーズ用のソフトを動作させるなどの試みもあったが、定着には至らなかった。日経パソコン誌はその原因として、「互換機」というイメージの悪さではなく、ターゲットを明確にして魅力ある製品を企画できなかったことと、販売力が弱かったことを指摘した。
産業用コンピュータとしては組み込み用を中心とする機種が存在し、ワコム（現ロムウィン）社98BASEシリーズやエルミック・ウェスコム社iNHERITORシリーズなどが発売された。これらはNECによるPC-9821シリーズやFC-9800/9821シリーズを含むPC-9800シリーズ全体の打ち切り後も生産が続けられたため、既存ハード・ソフトウェア資産の継承が必要な工場・鉄道用信号機器向けなどを中心に一定の生産実績を残している。
PC-9801互換のボード・コンピュータとして、ワコムエンジニアリングから BP486L が発売されていた。CPUは486 DX2 40MHz, SX2 40MHz, SX 20MHz の3種類、メモリは1M/4M/8M、MS-DOS はROM で搭載された。また、BP386Lは386SX 20MHzを採用し、搭載メモリ1MBであった。

## サードパーティー機器
前項の如く、互換機の販売には否定的であったNECであるが、周辺機器や拡張カード、特に純正品互換周辺機器の開発、販売には協力的で、非常に多くの製品が多くのメーカーから販売されていた。

### 55ボード問題

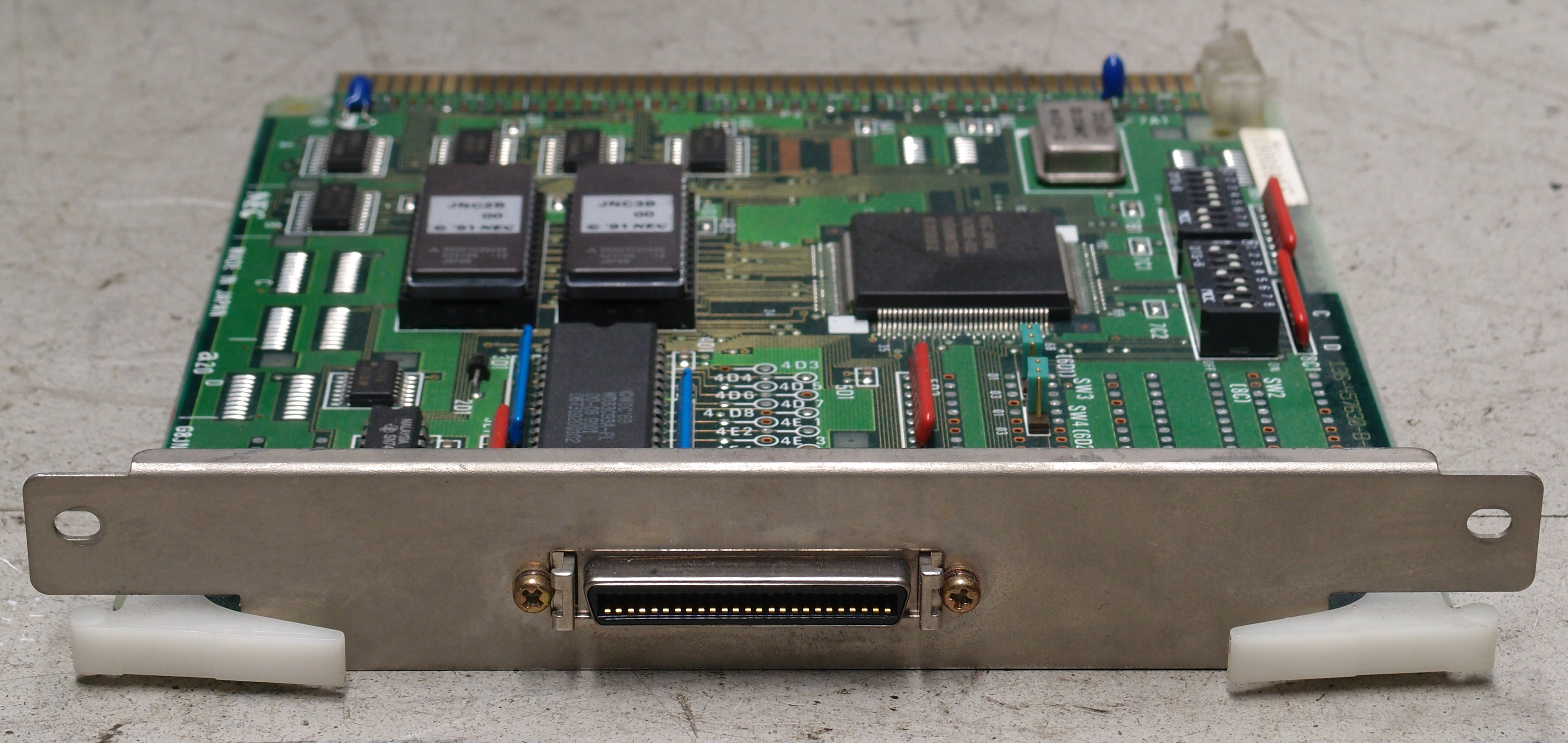
PC-9801-55U SCSIインタフェースボード

1988年（昭和63年）にNECが発売したPC-9801-55（無印）/L/U SCSIインタフェースボード（その相当品を内蔵する機種を含む、以下55ボード）は、最大40MBのHDDを2台までしかサポートしなかったPC-9801-27 SASIインタフェースボードに代わる、大容量HDDへの対応を視野に入れたものであった。しかし、米国国家規格協会 (ANSI:American National Standards Institute) が策定した初期のSCSI規格には曖昧な点が多く、メーカーで自由に使えるコマンドやパラメータが存在したため、同じSCSI準拠の機器でもメーカーが異なると互換性を保証できない状況にあった。ANSIはコマンド仕様の共通化を図って共通コマンドセット (CCS) を提唱していたが、55ボード登場時点ではSCSIとCCSを統合したSCSI-2の策定を進めている最中にあった。また、55ボードやPC-98のパーティション管理が特殊な仕様を抱えており、サードパーティーメーカー各社の対応が分かれたため、SCSIボードと異なるメーカーのHDDを接続した場合に容量を誤認したり、容量が正しくてもフォーマットに互換性が無くデータを読めない・起動できないなどの不具合が生じた。このため、当時のPC-98においてSCSI HDDはSCSIボードと同じメーカーから購入することが通例となっていた。
PC-98はC（シリンダ数）/ H（ヘッド数）/ S（トラックあたりのセクタ数）といったパラメータでHDDを管理している。55ボードはSCSI規格のMode SenseコマンドでHDDからパラメータを取得しているが、NEC純正オプションの増設用HDDに使われた当時のNEC製HDDは、代替セクタを含まないセクタ数（有効セクタ数）を返すようになっているのに対し、CCSでは代替セクタを含む値を返すよう具体的な仕様が策定され、他社製HDDはこれに追従している。この違いから、SCSIボードやHDDの組み合わせによっては容量を誤認することがある。後にサードパーティーから発売されたSCSIボードでは、Read CapacityコマンドとMode Senseコマンドで得られた値から有効セクタ数を算出することで、どちらのHDDでも55ボードと同じパラメータになるよう互換性を保っている。
55ボードは接続されているHDDが自社製のものであるか否かを判定するため、SCSIベンダIDの先頭3文字の「NEC」という文字列を参照するチェックを行い、該当しないHDDが接続されていた場合は別の処理を行う、特に、ハングアップして起動しないという動作を主に指す。後者の対策のため、NECはサードパーティーがNECのベンダ名を返してもよいことを公式に認めていた。サードパーティーメーカー各社はこのチェックを回避するため、自社製のより高性能、高機能なSCSIボードとHDDをセットで販売するか、あるいはSCSIベンダIDを「NECITSU」などに変更して販売していた。NECチェックの存在は先述の非互換性による不具合を防止するためと考えられているが、一部からはNEC製品を独占的に販売するためではないかという厳しい声も聞かれた。
パーティション管理の方法が互換性問題をさらに複雑にした。PC-98はHDDのパーティションをシリンダ単位で1MBずつ区切る。1MBの区切りがシリンダの途中になった場合、そのシリンダの残りの部分は使わず、次のシリンダを起点に1MBを区切る。そのため、シリンダの大きさによっては1MBの区切り毎に未使用領域が存在することになり、HDDのパラメータによっては総容量の20%程度が無駄になる場合がある。サードパーティー製のSCSIボードには、ヘッド数やトラックあたりセクタ数を最適な値に変換してパラメータを返すことで、無駄になる容量を減らす工夫をしたものが登場した。しかし、この変換に用いる値がメーカーやボード毎に違うので、あるSCSIボードでフォーマットしたHDDは他のSCSIボードでは読めず、再フォーマットしないと使用できない場合がある。
後年になってC/H/S（または最大容量）のパラメータを手動入力もしくは既存のフォーマット状態からそれらを自動認識できる「マルチベンダ」と呼ばれる方式のSCSIボードがサードパーティーの主流となったことで互換性が取れるようになっていった。 NEC自身もサードパーティーの動向を調査した上で、1993年に55ボードの後継となるPC-9801-92 SCSIインタフェースボードを発売した。これは、NECチェックに該当するHDDは55ボード互換で動作し、該当しないHDDはパラメータを最適化（ヘッド数8、トラックあたりセクタ数32）して返すようになっている。ボード間でパラメータが違うことによるフォーマットの非互換性は解消していないが、NECがこの方式でパラメータを定めたことによりサードパーティーにパラメータの統一と互換性問題解消への指針を示した形になった。

### モデムとの通信速度
PC-9800シリーズのCPUのクロック周波数は、機種によって5/10MHz系のもの（5MHz、10MHzなど）と8MHz系のもの（8MHz、16MHz）が存在し、この系統によってRS-232Cの通信速度の設定が異なっていた。どちらでも仕様上サポートされているのは9600bpsまでであり、これを超える速度を設定しようとすると、5/10MHz系では19200bps、38400bpsという一般的な速度になるのに対して、8MHz系では20800bps、41600bpsという半端な速度になってしまっていた。
モデムが高速化して、パソコンとの間の通信速度が9600bps以上になると、5/10MHz系の機種では問題なく通信速度の設定ができるのに対して、8MHz系の機種ではモデムが対応している一般的な速度に設定できないため低速通信を強いられる、という問題が表面化した。この問題に対処するため、サードパーティから高速対応のRS-232C拡張ボードが発売された。また、国産のモデムでは、8MHz系で設定可能な半端な速度に対応するものが増えた。
PC-9821シリーズでは通信系統のクロック供給が5/10MHz系に統一された上で、最初期の機種を除いてOSからの設定が115200bpsまでに強化されている。また、互換機のEPSON PCではCPUのクロックとは別に通信系統には5/10MHz系のクロックが供給されている。

## 評価

### マーケティング
あるジャーナリストはNECが日本に「パソコン王国」を築き上げることができた要因を次のように説明した。
- ビジネスパソコンに対する新しい需要に迅速に対応した。
- 多くのサードパーティー開発者を引きつけ、ソフトウェアの開発と配布を独占することに成功した。
- オペレーティングシステムにマイクロソフトのMS-DOSを採用した。

日本IBMがIBM PCの代わりにマルチステーション5550を販売したように、欧米市場のパソコンはディスプレイ解像度やメモリの制約から漢字表示に対応できなかったため、DOS/Vとより高速なパソコンが登場するまで日本のパソコン市場に参入することができなかった。VZ Editorの開発者である兵藤嘉彦は「PC-98には漢字メモリとノンインターレースモニタの2つの利点があり、どちらもユーザーに快適な日本語環境を提供した。」と回顧した。大塚商会の大里堅常務（1989年時点）は「花王など先進ユーザーは当時8000でOA化を始めていたが、ビジネスに使うには速度や漢字処理に問題があった。そこに出た9800は完成度も高かったので、流通もユーザーもすぐに移行した。」と証言した。
NECの浜田はPC-98が成功した最大の理由として、ソフトハウスから協力を得ることができたためと考えた。浜田は「パソコンのサードパーティー（ソフトハウス）は、たしかにPC-8001、8801で、ある程度育っていた。ただし、それは組織的に育てられたものではない。自然発生的に生まれて、それをハードメーカーが放任的に傍観してきた。ところが、PC-9801の段階になって初めて、その考え方を180度近く変えたわけです。ソフトハウスを私どもが意識的に育てようという姿勢を強力に打ち出した。」と回顧した。
あるコンピュータコンサルタントは、IBMがNECの戦略に影響を与えたと指摘した。1982年（昭和57年）より、NECには4つのパソコンシリーズがあり、IBMのメインフレーム事業のように幅広い価格帯をカバーしていた。しかし、NECのパソコンは互いに互換性が乏しかったため、ユーザーやソフトウェア開発者から批判された。1983年にパソコンのラインナップが整理された後、NECはPC-98を展開していき、その機種の数は競合メーカーを上回った。また、IBMがIBM PCに対して行ったことと同じように、NECはサードパーティの開発者を支援した。PC-98の基本的なハードウェアもIBM PCに似ていたものの、互換性はなかった。彼は、NECが独自開発のメインフレームに誇りを持っていたため、IBM互換パソコンのリリースを避けたと推測した。
ある大学助教授は「ユーザーは最も遊戯性のあるPCを選んだ」という題のエッセイを記述した。彼はPC-98を普通の16ビットパソコンであると感じたが、それは遊戯性を否定しなかったため多くのゲームが存在したと考えた。富士通は16ビットパソコンをゲームプラットフォームとして考えず、IBM JXはゲームの重要性が低いとみて扱ったため、魅力が失われた。彼はパソコンの本当の価値は売り手ではなく顧客が見つけるべきものと結論付けた。

### 後世への影響
月刊アスキーのライターは、日本語入力システムと日本のテレビゲーム業界がPC-98時代に著しく成長したと述べた。PC-98には漢字ROMがあったため、日本語アプリケーションと日本語入力システムが開発され、互いに影響を与えた。PC-98用にパソコンゲームを開発していた会社は、ゲーム事業をファミリーコンピュータに移して展開した。彼は当時のほとんどのプログラマーがPC-98でプログラミングを学んでいたと信じた。

### 批判
1980年代後期、競合企業はNECが市場を独占していることに対して批判した。日本パーソナルコンピュータソフトウェア協会が開いた互換機問題についての公開討論会にて、ソードの創業者である椎名堯慶は「日本のパソコン・マーケットは特定一社の独占的シェアのために窒息している。自由度がない。だから値段もアメリカの3倍から4倍もしている。アメリカ並みの国際価格を実現するためにも、互換機時代が絶対に必要だ。」と述べた。あるソフトハウスは「日本には優秀なエンジニアが少ししかいないのに、互換性のないマシンが増えるほど、開発リソースは分散されます。」と不満を挙げた。
IBM PCやApple IIとは対照的にNECがPC-98の新モデルを毎年リリースしていたように、日本のパソコンの寿命は短かった。PC-9801VX01/21/41のBASICインタープリタがEGCチップセットに対応した時、重いグラフィック処理を行うソフトウェアの多くはC言語で開発されていたため、それを使用しなかった。あるソフトウェア開発者は「特別なもの (EGC) を使用することはトレンドに反します。新しいマシンが頻繁に出てくる場合は、それを使いたくありません。」と述べた。